# Zahir al-Umar
Zahir al-Umar al-Zaydani, que se escribe alternativamente Daher al-Omar o Dahir al-Umar, en  árabe: ظاهر آل عمر الزيداني, romanizado: Ẓāhir āl-ʿUmar az-Zaydānī, 1689/90 - 21 o 22 de agosto de 1775, fue el gobernante árabe autónomo del norte de  Palestina a mediados del siglo XVIII, mientras que la zona todavía formaba parte nominalmente del Imperio Otomano. Durante gran parte de su reinado, a partir de la década de 1730, su dominio consistió principalmente en Galilea, con sucesivas sedes en Tiberíades, Arraba, Nazaret, Deir Hanna y finalmente  Acre, en 1746. Fortificó Acre, y la ciudad se convirtió en un centro del comercio de algodón entre Palestina y Europa. A mediados de 1760, reestableció la ciudad portuaria de Haifa en las cercanías.
Zahir resistió con éxito los asaltos y asedios de los gobernadores otomanos de las provincias de Sidón y Damasco, que intentaron limitar o eliminar su influencia. A menudo fue apoyado en estos enfrentamientos por los clanes rurales musulmanes chiitas de Jabal Amil. En 1771, en alianza con Ali Bey Al-Kabir del Eyalato de Egipto y con el respaldo de Rusia, Zahir capturó Sidón, mientras que las fuerzas de Ali Bey conquistaron Damasco, ambos actos en abierto desafío al sultán otomano. En la cima de su poder en 1774, el jeque autónomo de Zahir se extendió desde Beirut hasta Gaza e incluyó las regiones de Jabal Amil y Jabal Ajlun. Para entonces, sin embargo, Ali Bey había sido asesinado, los otomanos entraron en una tregua con los rusos, y la Sublime Puerta se sintió lo suficientemente segura como para controlar el poder de Zahir. La Armada Otomana atacó su fortaleza de Acre en el verano de 1775 y fue asesinado fuera de sus muros poco después.
La riqueza que Zahir acumuló al monopolizar el comercio de algodón y aceite de oliva de Palestina a Europa financió su jeque. Durante gran parte de su gobierno, supervisó una administración relativamente eficiente y mantuvo la seguridad interna, aunque enfrentó y reprimió varias rebeliones de sus hijos. Los factores mencionados anteriormente, junto con las flexibles políticas impositivas de Zahir y su reputación en el campo de batalla lo hicieron popular entre el campesinado local. La tolerancia de Zahir hacia las minorías religiosas alentó la inmigración de cristianos y judíos a su dominio. La afluencia de inmigrantes de otras partes del imperio estimuló la economía local y condujo al crecimiento significativo de las comunidades cristianas en Acre y Nazaret y de la comunidad judía en Tiberíades. Él y su familia, el clan Zaydani, también patrocinaron la construcción de edificios comerciales, casas de culto y fortificaciones en toda Galilea. La fundación de Zahir de un estado virtualmente autónomo en Palestina lo ha convertido en un héroe nacional entre los palestinos de hoy.

## Primeros años

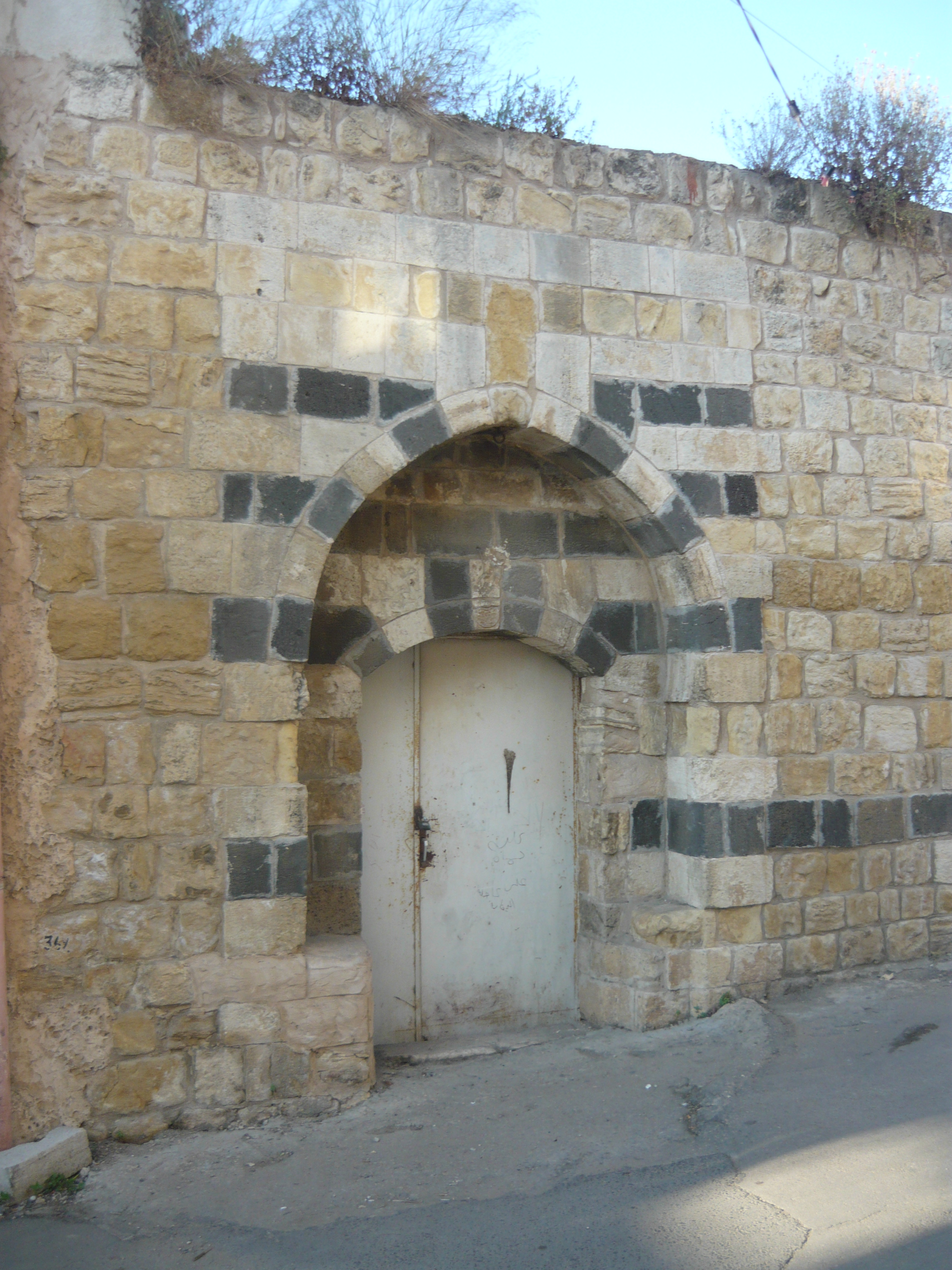
La casa de Zahir en Arraba

Zahir nació en la aldea de  'Arrabat al-Battuf en la Galilea central. Su fecha de nacimiento no se conoce con certeza, ya que los años 1686, 1689/90 y 1694 fueron citados por los biógrafos contemporáneos de Zahir, Volney, Mikha'il Sabbagh y Khalil al-Muradi, respectivamente. Según el biógrafo Ahmad Hasan Joudah, 1689/1690 es el año más probable de su nacimiento porque considera que Sabbagh es la fuente más fiable para la vida personal de Zahir. La transliteración correcta de su nombre es Ẓāhir, pero en el dialecto local del árabe utilizado en Galilea, su nombre se pronuncia Ḍāhir. La familia de Zahir, el clan Zaydani, eran musulmanes suníes notables de la confederación tribal Qaisi con base en el área de Tiberíades que tenían fuertes conexiones con los miembros de las tribus árabe-beduinas de Galilea, que en ese momento formaban parte del Imperio Otomano. Zahir era el menor de cuatro hijos nacidos del jeque Umar al-Zaydani; sus hermanos eran Sa'd, Salih "Abu Dani" y Yusuf, y su hermana era Shammah. Zahir creció en la aldea de Séforis.
Tanto el padre como el abuelo de Zahir habían servido como Iltizam (jefe de recaudación de impuestos) de Tiberíades, habiendo sido designados por los  emires drusos (príncipes) de la dinastía Ma'an que gobernaban la región desde su sede en el Monte Líbano. En 1698, Umar az-Zaydani fue nombrado multazim de la región de Safed por Bashir Shihab I, el emir suní Qaisi que sucedió a los Ma'ans como gobernador del Emirato del Monte Líbano. La familia Zaydani mantuvo relaciones comerciales que se extendían desde Galilea hasta Alepo y controlaba las oficinas fiscales de Galilea; el tío de Zahir, Ali, por ejemplo, tenía la oficinas fiscales de al-Damun. El hermano mayor de Zahir, Sa'd, se convirtió en el jefe de la familia cuando su padre murió en 1706, pero las oficinas fiscales de la familia fueron transferidas a Zahir, que todavía era un adolescente. Esto se hizo como medida de precaución, para que en caso de incumplimiento en el pago de los impuestos, el gobierno otomano no pudiera hacer responsables a los propietarios prácticos de las oficinas fiscales. Sin embargo, la propiedad legal de las oficinas fiscales de Zaydani le dio a Zahir un poder considerable dentro de su clan.
En 1707, Zahir se vio envuelto en una pelea en Tiberias en la que mató a un hombre. Como resultado, Sa'd optó por trasladar a la familia a Arraba después de que la tribu 'Bani Saqr le ofreciera refugio allí. En Arraba, Zahir recibió un grado de educación formal de cierto erudito musulmán, Abd al-Qadir al-Hifnawi. Durante su juventud, Zahir también aprendió a cazar y a luchar. Cuando la aldea de Bi'ina fue atacada por las fuerzas enviadas por el gobernador de eyalato de Sidón en algún momento entre 1713 y 1718, Zahir desempeñó un papel importante en la defensa de la aldea y logró evadir las tropas del gobernador. Según los cronistas de la época, este acontecimiento, junto con la moderación de Zahir, lo convirtió en un héroe popular de la zona. Sus talentos marciales le ganaron más respeto entre los campesinos locales durante la década de 1720.
Junto con Sa'd, también ganó prestigio entre el pueblo de Damasco, con el que continuó las relaciones comerciales establecidas por su padre. Entre los contactos que Zahir estableció se encontraba el erudito musulmán Abd al-Ghaffar al-Shuwaki, quien presentó a Zahir a Sayyid Muhammad de la familia al-Husayni, que proporcionaba los sharifs de Damasco de la época; Zahir se casó con la hija de Sayyid Muhammad y se trasladó a Nazaret porque consideraba que Arraba era demasiado pequeño. Cuando Sayyid Muhammad murió, Zahir heredó su fortuna.

## Reinados

### Consolidación del poder en Galilea

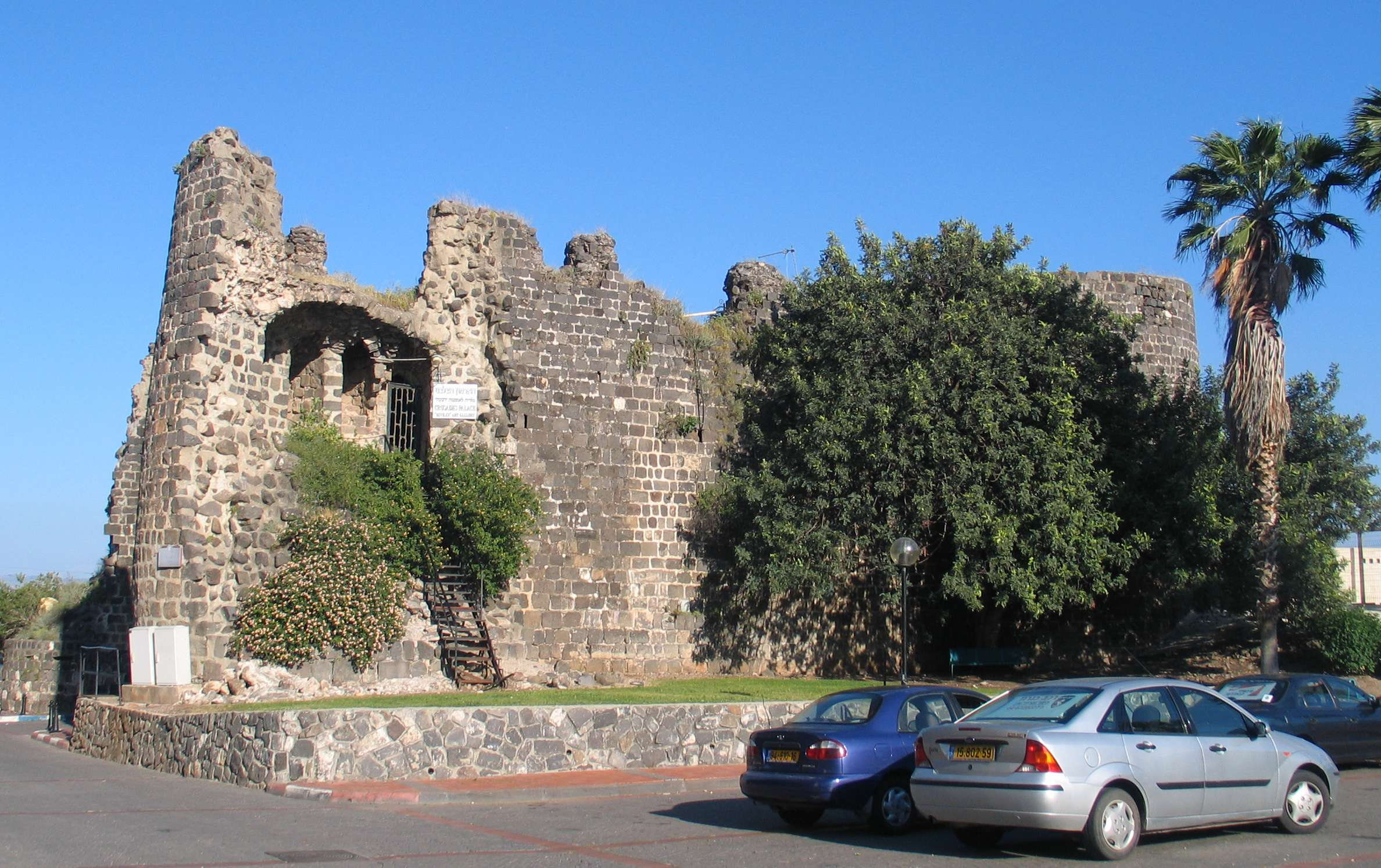
Restos de la ciudadela de Tiberíades que Zahir construyó a principios de su mandato

A finales de 1720, Zahir y su hermano Yusuf, respaldados por los Bani Saqr, capturaron Tiberias y su multazim. Al mismo tiempo, Zahir envió una carta a Köprülü Abdullah Pasha, gobernador del eyalato de Sidón, acusando al multinivel de opresión y de poner impuestos ilegales a la población. Zahir insistió en que si Abdullah Pasha le nombraba multazim de Tiberíades y Arraba, garantizaría el pago puntual de los impuestos y gobernaría con justicia. Abdullah Pasha consintió en el gobierno de Zahir y le envió una túnica honorífica. Esta fue la primera vez que un multazim zaydani fue nombrado directamente por el gobernador de Sidón en lugar de los jefes rurales semiautónomos del Monte Líbano. Zahir hizo de Tiberíades su base principal y se le unieron sus parientes zaydani. Nombró a su primo Muhammad ibn Ali, el multinivel de al-Damun, como comandante de la milicia familiar.
Zahir extendió su dominio hacia el sur, hacia Nazaret y la llanura de Marj Ibn Amer o Valle de Jezreel entre Galilea y Jabal Nablus. La captura de estas áreas fue un proceso prolongado y los esfuerzos de Zahir por tomar Nazaret (una ciudad en Safad Sanjak, pero controlada por el clan Jarrar con base en Nablus Sanjak) hizo que los clanes gobernantes del interior de Nablus (Jabal Nablus), junto con los antiguos aliados de Zahir en la tribu Bani Saqr, lo desafiaran. Zahir, mientras tanto, confiaba en sus parientes zaydani, en los mercenarios  magrebíes que comisionó a mediados de la década de 1730 bajo el comandante Ahmad Agha al-Dinkizli, y en los residentes de Nazaret. En 1735, la fuerza de 2000 hombres de Zahir derrotó a los Jarrar y a los Bani Saqr en al-Rawha en Marj Ibn Amer, mató a su líder, el jeque Ibrahim al-Jarrar, y capturó Nazaret. Según la historiadora Hanna Samarah, las fuerzas de Zahir infligieron 8000 muertes a la coalición Jarrar-Saqr durante la batalla.
Tras su victoria en Marj Ibn Amer, 4000 habitantes, incluidos muchos residentes de Nazaret, se unieron a las fuerzas de Zahir para someter completamente a Jabal Nablus. Entre los partidarios de Zahir había mujeres cristianas de Nazaret que suministraron a sus tropas comida y agua.  Las fuerzas de Zahir persiguieron a los Jarrars hasta su pueblo del trono, Sanur, pero finalmente se retiraron después de no poder someter la fortaleza. Esta derrota marcó el límite de la influencia de Zahir al sur de Marj Ibn Amer y estableció a los jarrars como la fuerza dominante de Jabal Nablus sobre sus rivales, los tuqans. Aunque los jarrars y Zahir acabaron concluyendo una tregua, el primero siguió movilizando a los clanes de Jabal Nablus para impedir la expansión de Zahir hacia el sur.
En 1738, las fuerzas de Zahir capturaron la fortaleza de Yiddin y las aldeas de su órbita política, Abu Snan y  Tarshiha. Yiddin había sido gobernada por Ahmad al-Husayn, cuya familia la controlaba históricamente. Los campesinos bajo su gobierno se quejaban de que gobernaba de forma opresiva y apelaban a Zahir, conocido por tratar con justicia a los campesinos, para que los relevara de al-Husayn. Zahir, deseoso de expandir su control hacia el Mediterráneo, aceptó sus peticiones y obtuvo permiso del gobernador de Sidón, Ibrahim Pasha al-Azm, para tomar la fortaleza. Asimismo, al-Husayn también se había acercado al gobernador, quien, con la esperanza de ver debilitados a dos poderosos líderes locales, también dio su bendición a al-Husayn. Zahir reunió una fuerza de 1500 hombres y derrotó a las fuerzas de al-Husayn cerca de la fortaleza. Luego fue nombrado multazim  del subdistrito de Yiddin.

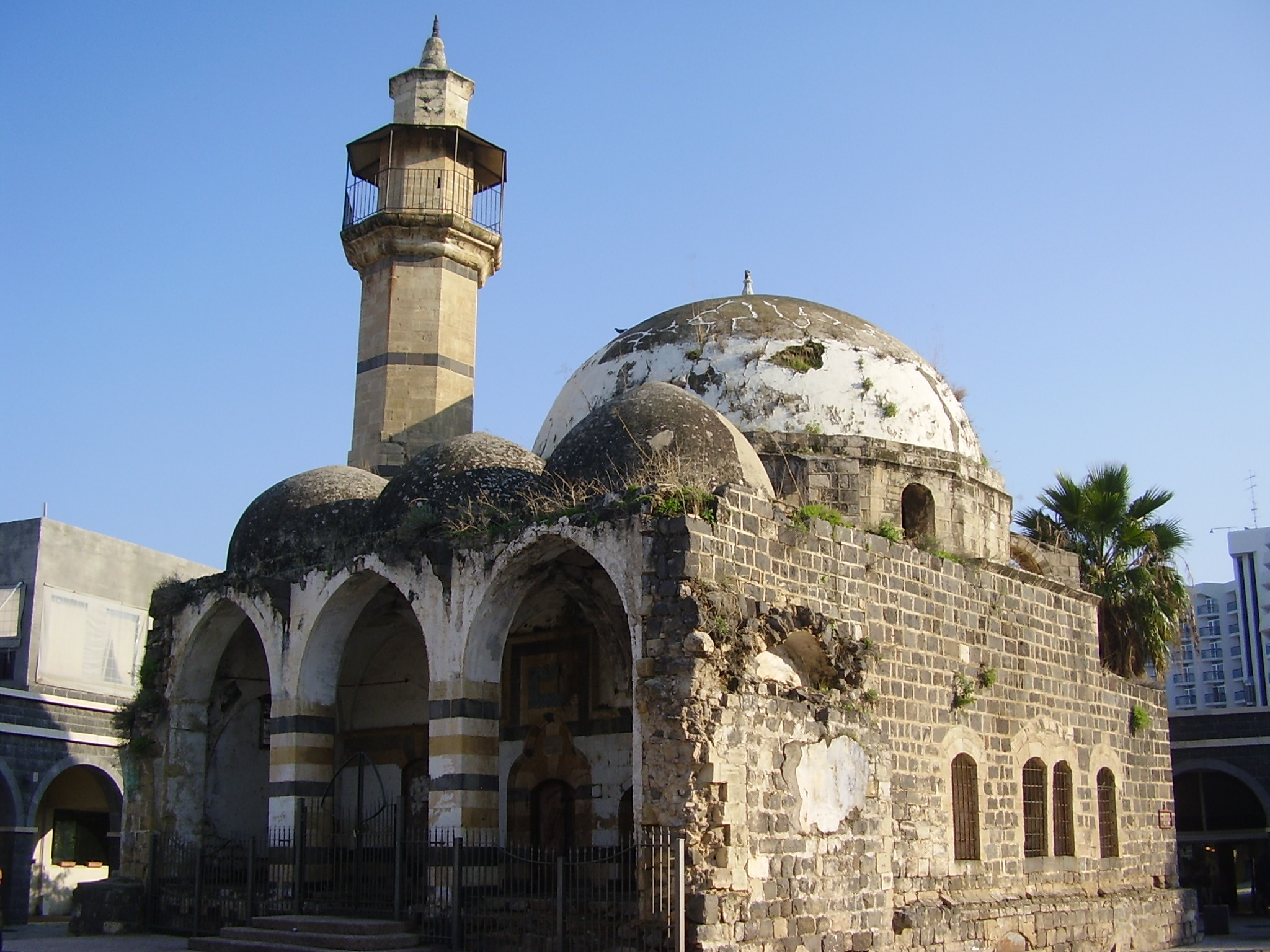
La Mezquita Omari en Tiberias, construida por Zahir

Bi'ina, que también estaba fortificada, resistió un asedio de Zahir en 1739, pero Zahir se casó más tarde con la hija del mukhtar o jefe, de Bi'ina, y así llevó a Bi'ina a sus dominios. También adquirió la fortaleza de Suhmata por medios diplomáticos, lo que consolidó aún más su dominio sobre el norte y el este de Galilea. En 1740, Zahir llegó a un acuerdo con las tribus beduinas vecinas para poner fin a sus incursiones de saqueo en la zona. Para entonces, Sa'd había tomado el control de Deir Hanna y Muhammad ibn Ali capturó Shefa-'Amr, afianzando la presencia del clan Zaydani en Galilea occidental. Después de las negociaciones, Muhammad al-Naf'i, el multazim de Safad, entregó la ciudad a Zahir. Safad era la sede administrativa del sanjak y estaba situada en una colina estratégica con vistas a la campiña galilea. Zahir adquirió más tarde la aldea fortificada de Deir al-Qassi tras casarse con la hija de su jeque, Abd al-Khaliq Salih.
La conquista de Zahir de la región de Safad y la Galilea occidental eliminó las barreras entre él y los clanes  Metawali (musulmanes chiitas) de Jabal Amil. Zahir informó al jeque de Metawalis, Nasif al-Nassar, de su intención de adquirir las aldeas fortificadas de al-Bassa y Yaroun en las fronteras entre los jeques Zaydani y Metawali. En respuesta, el jeque Nasif lanzó un asalto contra Zahir y ambos bandos se enfrentaron en escaramuzas indecisas en la aldea fronteriza de Tarbikha. Zahir recibió entonces refuerzos de su caballería  magrebí y derrotó a los metawalíes, persiguiendo al jeque Nasif hasta su cuartel general en Tibnin. El hermano de Zahir, Sa'd, medió para poner fin a los combates y aseguró un pacto de defensa mutua entre Zahir y el jeque Nasif, por el que el primero recibiría el control de al-Bassa y Yaroun y el apoyo de los metavalíes en sus enfrentamientos con los gobernadores de Damasco; a cambio, los hijos del jeque Nasif, que fueron capturados por las tropas de Zahir, fueron liberados, los pagos de los impuestos de los metavalíes a Sidón se redujeron en un 25 por ciento y Zahir garantizó su apoyo al jeque Nasif en cualquier enfrentamiento con los gobernadores de Sidón.
Zahir, al igual que otros hombres fuertes locales del Imperio Otomano que no debían su poder a las autoridades centrales otomanas, no le gustaba a la administración otomana. El sultán otomano envió una orden al gobernador del Eyalato de Damasco, Sulayman Pasha al-Azm, para poner fin al gobierno de Zahir en Galilea. En septiembre de 1742, una fuerza militar liderada por el gobernador de Damasco llegó a Galilea y sitió Tiberias. Después de 83 días, el asedio se levantó debido a la salida de la caravana de peregrinos del Hayy. Utilizando este respiro, Zahir reforzó las defensas de Tiberíades y Shefa-'Amr. En julio de 1743, respaldado por los Bani Saqr, el wali de Trípoli y los gobernadores de los distritos de Jerusalén, Gaza e Irbid, Sulayman Pasha renovó su expedición, esta vez tratando de reducir el Deir Hanna y cortar los vínculos de Tiberíades con el exterior. Sulayman murió repentinamente en Lubya y Zahir aprovechó la oportunidad para atacar a las tropas de Sulayman, capturando su campamento. En 1745, Zahir hizo erigir una fortaleza en una colina con vistas a Séforis.

### Gobernador de Acre

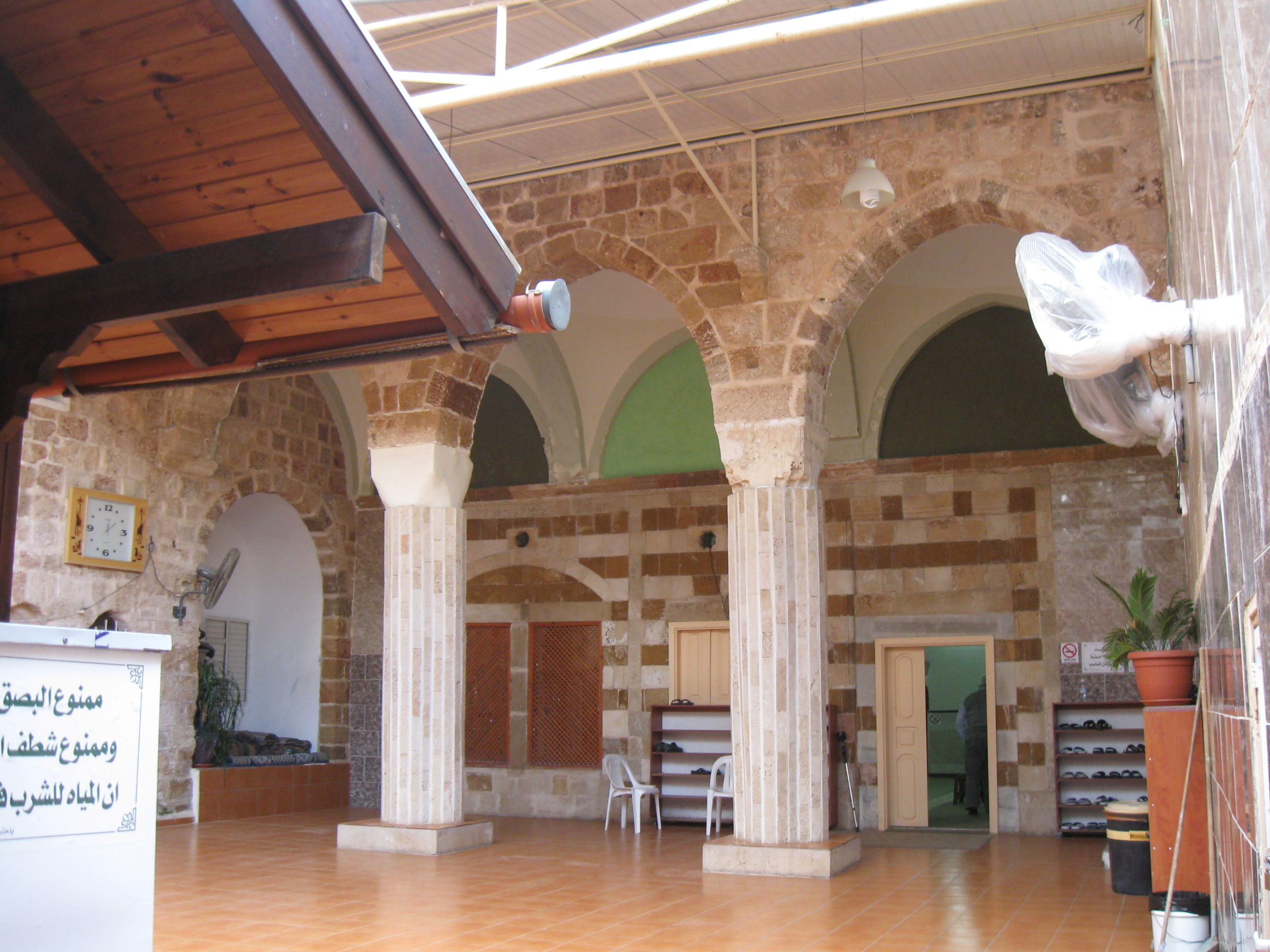
Interior de la mezquita de al-Muallaq construida por Zahir en 1758

Zahir consolidó su autoridad sobre Acre en un proceso prolongado que comenzó en la década de 1730. Su socio en Acre, el comerciante melquita Yusuf al-Qassis, sirvió como un temprano vínculo entre Zahir y los comerciantes franceses de Acre. El primer contacto de Zahir con los comerciantes fue en 1731 cuando arregló el pago de las deudas que les debía su hermano Sa'd. En 1743 para frustrar las ambiciones de su primo Muhammad ibn Ali en Acre, Zahir lo hizo arrestar y ejecutar. En 1743, Zahir solicitó la oficina fiscal de Acre al gobernador de Sidón, Ibrahim Pasha al-Azm, quien, temeroso del creciente poder de Zahir en la provincia, rechazó la solicitud. En su lugar, Zahir tomó Acre por la fuerza en julio de 1746.
En los primeros años después de su toma de posesión de Acre, Zahir residió en la fortaleza de Deir Hanna en el corazón de Galilea. Empezó a fortificar Acre construyendo muros alrededor de la ciudad en 1750. También construyó otras fortificaciones y edificios en Acre. En 1757 tomó el control de las aldeas portuarias mediterráneas de Haifa y Tantura, y del cercano Monte Carmelo, todas las cuales habían formado parte del eyalato de Damasco, a diferencia de la mayor parte del dominio de Zahir en ese momento, que estaba en eyalato de Sidón. También capturó la aldea portuaria de al-Tira, entre Tantura y Haifa, en ese momento. La justificación declarada por Zahir a las autoridades otomanas para conquistar la llanura costera del norte de Palestina era proteger la zona de los piratas malteses.
A finales de 1757, las tribus Bani Saqr y Sardiyah, con las que Zahir mantenía vínculos, lanzaron un asalto a la caravana del Hayy cuando regresaba a Siria desde La Meca. Miles de peregrinos musulmanes murieron en el asalto, incluyendo a la hermana del Sultán Osman III. El ataque conmocionó a la Sublime Puerta (gobierno imperial otomano), y desacreditó al gobernador de Damasco y al emir al-hajj, Husayn Pasha ibn Makki, por no haber sabido defenderse de los beduinos. Husayn Pasha había estado cumpliendo su primer mandato como gobernador, habiendo reemplazado a As'ad Pasha al-Azm, con quien Zahir tenía relaciones pacíficas, y entre las prioridades de Husayn Pasha estaba someter a Zahir y anexar sus territorios, que formaban parte de eyalato de Sidón. Husayn Pasha presentó una queja a la Sublime Puerta alegando la participación de Zahir en la redada. Zahir negó la acusación y presionó para que se investigara el asalto. También intentó ganarse el favor de la Sublime Puerta comprando a las tribus los bienes saqueados de la caravana, incluidos los estandartes decorados que representaban a Mahoma y la soberanía del sultán, y devolviéndolos al sultán Mustafá III ya que Osman III había muerto el 30 de octubre. Además, el enemigo de Zahir, Husayn Pasha, fue despedido ese año.
El sustituto de Husayn Pasha, Uthman Pasha al-Kurji, que asumió el cargo en 1760, trató de recuperar el control de Haifa de Zahir. Uthman Pasha pidió que el gobernador de Sidón, Nu'man Pasha, recapturara la ciudad portuaria en su nombre, a lo que Nu'man Pasha accedió, enviando 30 soldados magrebíes en un barco capitaneado por un francés el 20 de mayo de 1761. El esfuerzo fue un intento magro y a su llegada, Zahir hizo confiscar el barco y sus soldados fueron arrestados, mientras que el capitán francés pagó una multa. La cuestión de la anexión de Haifa se resolvió con la ayuda de un funcionario otomano con sede en Estambul y amigo de Zahir, Yaqub Agha. Yaqub hizo que un oficial de alto rango llamado Sulayman Agha interviniera en el asunto y revocara las órdenes de Uthman Pasha.

### Conflicto intrafamiliar

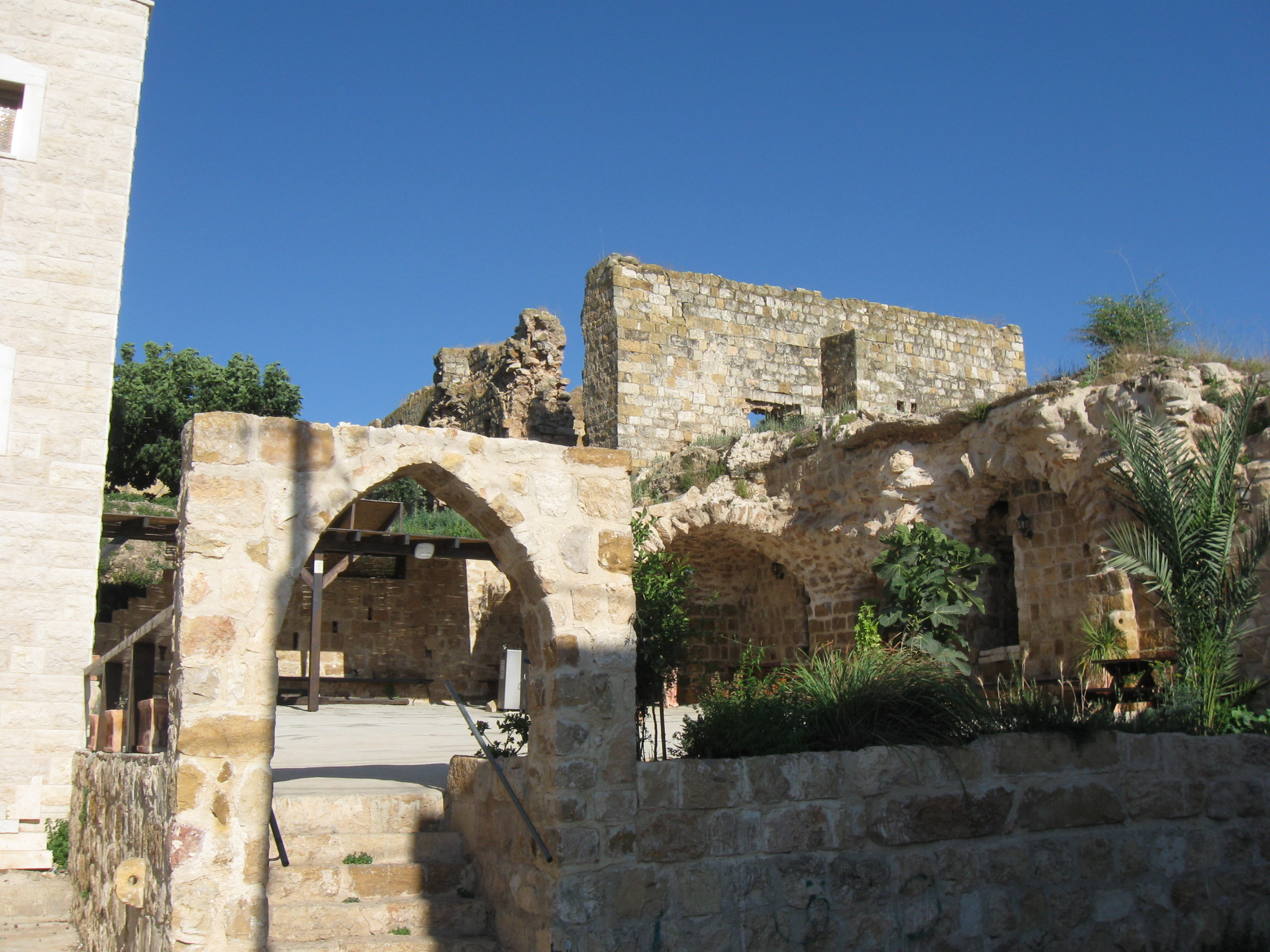
Restos del fuerte en Deir Hanna que fue construido por el hermano de Zahir, Sa'd. Zahir residió en Deir Hanna antes de mudarse a Acre.

En 1761, Zahir ordenó a su hijo Uthman al-Zahir que asesinara al hermano de Zahir, Sa'd, porque éste había estado colaborando con Uthman Pasha y la tribu Bani Saqr para matar a Zahir y reemplazarlo. El asesinato de Sa'd condujo indirectamente al primer conflicto entre Zahir y sus hijos, en este caso Uthman. A estos últimos se les había prometido el control de Shefa-'Amr a cambio de matar a Sa'd, pero Zahir renunció debido a las súplicas de los residentes de Shefa-'Amr de no nombrar a Uthman como su gobernador. Apoyado por sus hermanos Ahmad y Sa'd al-Din, que se enojaron por la negativa de Zahir a cederles más territorio, Uthman sitió Shefa-'Amr en 1765. Sin embargo, bajo las instrucciones de Zahir, los habitantes de los alrededores defendieron la ciudad y lograron evitar su captura. Los tres hermanos apelaron entonces al hijo mayor y más leal de Zahir, Salibi, para que interviniera en su favor con Zahir, pero Salibi no pudo persuadir a Zahir de que hiciera concesiones. Los cuatro hermanos intentaron entonces reavivar su alianza con los Bani Saqr, que Zahir había derrotado desde entonces en la llanura de Marj Ibn Amer en 1762.
Los esfuerzos de los hermanos por reclutar a los Bani Saqr fracasaron cuando Zahir sobornó a la tribu para que no respaldara a sus hijos y posteriormente hizo que Uthman fuera encarcelado en Haifa durante seis meses antes de exiliarlo a una aldea cerca de Safad. Mientras tanto, en 1765, Zahir hizo que Haifa fuera demolida y luego reconstruida y fortificada en un sitio a tres kilómetros al sudeste en 1769. Mientras que la antigua aldea estaba situada en una llanura, la nueva ciudad, que seguía siendo un puerto a lo largo de la bahía de Haifa, se construyó en una estrecha franja de tierra al pie del norte del Monte Carmelo para facilitar la defensa por tierra. En mayo de 1766, Uthman reanudó su rebelión contra Zahir con el apoyo de los clanes drusos de Galilea, pero esta coalición fue derrotada por Zahir cerca de Safad. Este conflicto se expandió para incluir a las facciones drusas y chiitas competidoras del Monte Líbano y Jabal Amil, con el Emir Mansur Shihab (el líder suní de una facción drusa) y el Metawali, el jeque Qublan, poniéndose del lado de Zahir, mientras que el Emir Yusuf Shihab (el líder de otra facción drusa) y el jeque Nasif se pusieron del lado de Uthman. La mediación del emir Isma'il Shihab de Hasbaya culminó en una exitosa cumbre de paz cerca de Tiro entre las dos facciones y una reconciliación entre Zahir y Uthman, por la que a este último se le concedió el control de Nazaret.
En septiembre de 1767, comenzó el conflicto entre Zahir y su hijo Ali al-Zahir de Safad por la negativa del primero a ceder al segundo el control de la estratégica fortaleza de Deir Hanna o de la aldea de Deir al-Qassi. Antes de la disputa, Ali había sido leal a Zahir y demostró ser eficaz para ayudar a su padre a suprimir la disidencia entre sus hermanos y en las batallas contra los enemigos externos. Las fuerzas de Zahir intimidaron a Alí para que se rindiera más tarde ese mes, y Zahir lo perdonó y finalmente le cedió Deir al-Qassi. Sin embargo, el conflicto se reanudó semanas más tarde con Alí y su hermano Sa'id, respaldados por el jeque Nasif, el emir Yusuf y Uthman Pasha se enfrentaron a Zahir, Uthman, el jeque Qublan y Muhammad Pasha al-Azm, gobernador de Sidón. Con la mediación de Ibrahim Sabbagh, asesor financiero de Zahir, éste resolvió su disputa con Sa'id, concediéndole el control de Tur'an e Hittin.
Ali se negó a negociar, obtuvo el respaldo de Salibi y los dos derrotaron a su padre, que desde entonces había desmovilizado a sus tropas y dependía de voluntarios civiles locales de Acre. Cuando Zahir volvió a movilizar a sus mercenarios magrebíes en Acre, lanzó una ofensiva y derrotó a Ali, que posteriormente huyó de Deir Hanna en octubre. Por simpatía hacia los hijos de Ali, que permanecieron en la aldea de la fortaleza, perdonó a Ali con la condición de que pagara 12 500 piastras y 25 caballos árabes por la fortaleza. En diciembre de 1767, las disputas intrafamiliares de Zahir se aplacaron durante varios años (hasta 1774-75), y por la intercesión de Uthman, se estableció una estrecha y duradera alianza entre Zahir y el jeque Nasif.
En 1768 las autoridades centrales otomanas reconocieron parcialmente o legitimaron la posición política de facto de Zahir al concederle el título de «Jeque de Acre, Emir de Nazaret, Tiberíades, Safed y Jeque de toda Galilea». Sin embargo, este reconocimiento oficial se vio atenuado cuando Yaqub Agha fue ejecutado poco después y Sulayman Agha murió en 1770, lo que privó a Zahir de aliados cercanos en Estambul. En noviembre de 1770, Uthman Pasha hizo que el gobernador de Sidón fuera reemplazado por su hijo Darwish Pasha y que su otro hijo, Muhammad Pasha, fuera nombrado gobernador del eyalato de Trípoli. Uthman Pasha se comprometió a poner fin al gobierno de Zahir, y la posición de Zahir quedó particularmente vulnerable con la pérdida de apoyo en Estambul. En respuesta a las amenazas de Damasco, Zahir reforzó aún más las fortificaciones de Acre y armó a cada hombre adulto de la ciudad con un rifle, dos pistolas y un sable. También se trasladó para reparar los lazos con sus hijos, que tenían varias oficinas fiscales en Galilea, y consolidar su relación con los clanes chiitas de Jabal Amil, fortaleciendo así sus alianzas locales.

### La alianza con Ali Bey y la guerra con Damasco
Aunque Zahir no tenía amigos en Estambul y Damasco, estaba forjando una nueva alianza con el cada vez más autónomo gobernante mameluco de Egipto y el Hejaz, Ali Bey al-Kabir. Ali Bey compartía con Zahir el interés común de someter a Damasco mientras trataba de extender su influencia a Siria con fines estratégicos en relación con su conflicto con la Sublime Puerta. Había enviado entre 15 000 y 20 000 soldados egipcios a las ciudades portuarias de Gaza y Jaffa bajo el mando del comandante Ismail Bey. Juntos, Zahir e Ismail cruzaron el valle del  Jordán con sus ejércitos y se desplazaron hacia el norte, hacia Damasco. Llegaron hasta Muzayrib, pero Ismail detuvo abruptamente el avance de su ejército después de enfrentarse a Uthman Pasha cuando lideraba la caravana del Hayy para evitar dañar a los peregrinos musulmanes. Ismail consideró que atacar al gobernador en ese momento era una grave ofensa religiosa. Posteriormente se retiró a Jaffa.
Zahir se sorprendió y se enfadó por la reticencia de Ismail a atacar. En un movimiento unilateral para imponer su autoridad en la jurisdicción de Uthman Pasha, Zahir hizo que su hijo Ahmad y otros comandantes subordinados recaudaran impuestos de las aldeas de eyalato de Damasco, incluida Quneitra, mientras que despachó a su otro hijo Ali en una campaña contra la tribu Banu Nu'aym en Hauran, también parte de Damasco. En respuesta a la indignación de Zahir, Ali Bey le envió 35 000 soldados bajo el mando de Abu al-Dhahab en mayo. Junto con las tropas de Ismail en Jaffa, el ejército egipcio capturó Damasco de Uthman Pasha en junio, mientras que Zahir y sus aliados de Metawali capturaron la ciudad de Sidón de Darwish Pasha. Sin embargo, Abu al-Dhahab fue persuadido por Ismail de que enfrentarse al sultán otomano, que llevaba una alta autoridad religiosa como califa del Islam, era verdaderamente... una estratagema del Diablo y un crimen contra su religión. Poco después de la captura de Damasco, Abu al-Dhahab e Ismail se retiraron posteriormente de la ciudad, cuyos habitantes quedaron completamente asombrados por este asombroso acontecimiento (sic), según un cronista de la época. El repentino giro de los acontecimientos obligó a las fuerzas de Zahir a retirarse de Sidón el 20 de junio.
La retirada de Abu al-Dhahab frustró a Zahir, que procedió a realizar movimientos independientes, primero capturando a Yafo en agosto de 1771, después de expulsar a su gobernador Ahmad Bey Tuqan, y poco después, capturando la región productora de algodón de Bani Sa'b (centrada en la actual Tulkarm), que estaba en manos de Mustafá Bey Tuqan. Zahir hizo que Yafo se fortificara y estacionara allí 2000 soldados. A finales de agosto, Zahir seguía controlando Yafo, mientras que Uthman Pasha había restaurado su control sobre Ramala y Gaza.

### Cima del poder

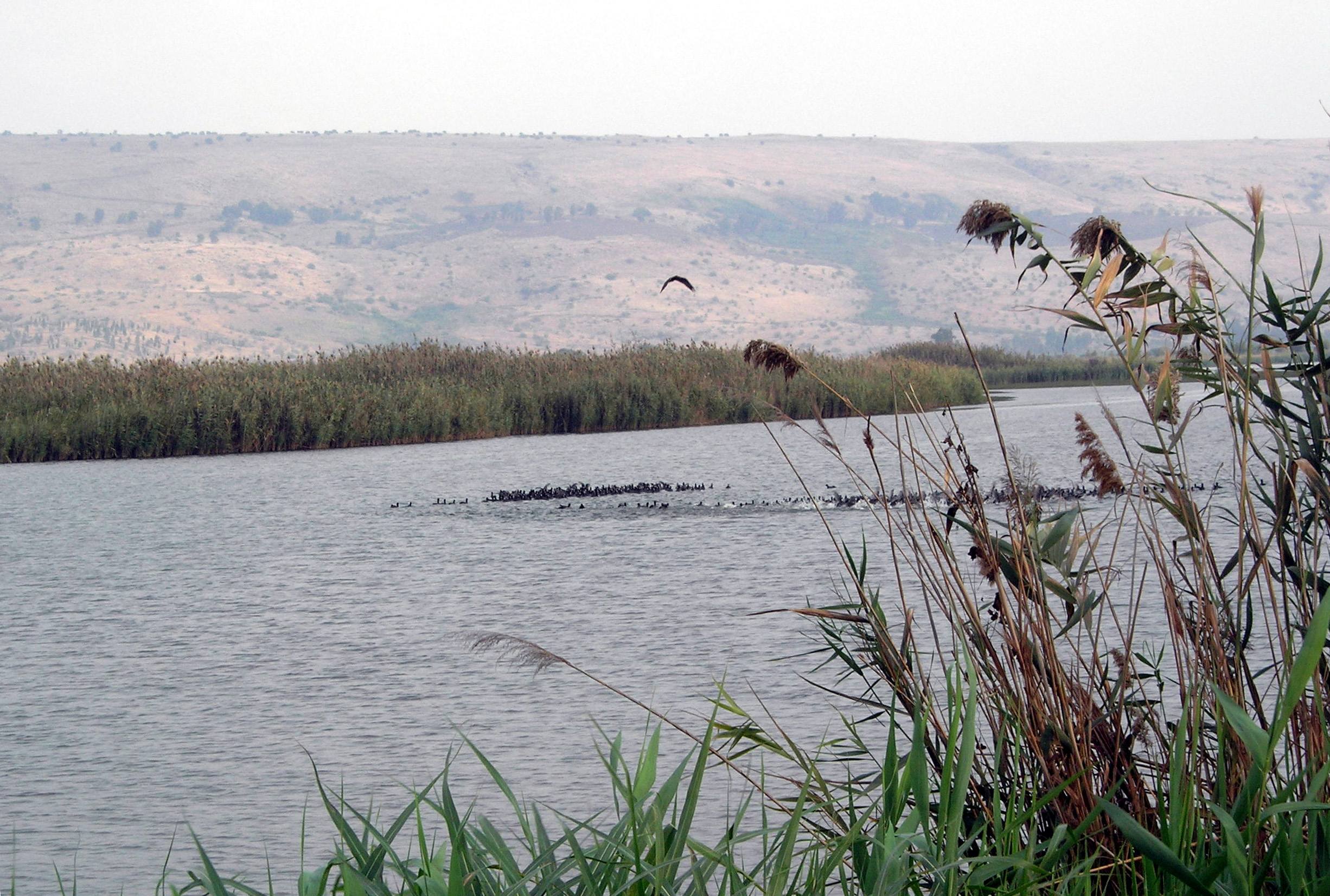
Zahir derrotó decisivamente al ejército del Gobernador Uthman Pasha al-Kurji cerca del lago Hula.

En un intento de expandir su zona de influencia a Nablus, el centro comercial de Palestina y sus ricas tierras agrícolas, Zahir sitió Nablus a finales de 1771. Para entonces, Zahir había conseguido una alianza con el poderoso clan Jarrar, que estaba indignado por la asignación por parte de Uthman Pasha de Mustafá Bey Tuqan como recaudador del miri o impuesto de peregrinación del hajj. Nablús estaba bajo el control de facto de los clanes Tuqan y Nimr, rivales locales de los Jarrar. La pérdida de Jaffa y Bani Sa'b despojó a Nablus de su acceso al mar. Nablus fue defendida por 12 000 fusileros, en su mayoría campesinos, bajo los comandantes de Nimr y Tuqan. Después de nueve días de enfrentamientos, Zahir decidió retirarse y evitar un costoso estancamiento. Al salir de Nablus, sus fuerzas atacaron muchos de los pueblos satélites de la ciudad, de los que procedían sus defensores campesinos.
Uthman Pasha había reanudado su gobernación de Damasco a finales de junio de 1771 y estaba decidido a eliminar a Zahir. Con ese fin, reunió una coalición que incluía a sus hijos Darwish Pasha al-Kurji y Muhammad Pasha al-Kurji, que eran los gobernadores de Sidón y Trípoli, respectivamente, y el Emir Yusuf Shihab del Monte Líbano. A finales de agosto, Uthman Pasha llegó al lago Hula a la cabeza de 10 000 soldados otomanos[50]. Antes de que Uthman Pasha pudiera unirse a sus aliados, Zahir y el jeque Nasif de los Metawalis se enfrentaron a las tropas del gobernador el 2 de septiembre. Ali al-Zahir, hijo de Zahir y comandante de uno de sus cuatro regimientos de campo de batalla, asaltó el campamento de Uthman Pasha, mientras que las otras tropas de Zahir los bloquearon desde el oeste. Las tropas de Uthman Pasha se retiraron apresuradamente hacia el río Jordán, el único lugar donde no estaban rodeadas. La inmensa mayoría se ahogó en el río, y sólo hubo entre 300 y 500 supervivientes, incluido Uthman Pasha, que casi se ahogó pero fue rescatado por uno de sus hombres. La batalla del  lago Hula supuso una victoria decisiva para Zahir, que entró triunfante en Acre con el botín del campamento de Uthman Pasha. Fue celebrado por los residentes de la ciudad y en el camino, se le dieron saludos de descarga de armas de honor por cada una de sus aldeas fortificadas en la ruta entre Tiberíades y  Acre. También recibió felicitaciones de los barcos mercantes franceses en el puerto de Acre. La victoria de Zahir animó a Ali Bey a relanzar su campaña en Siria.
Tras su victoria contra Uthman Pasha, Zahir exigió a Darwish Pasha que desalojara Sidón, lo que hizo el 13 de octubre. Regresó dos días después después de recibir el apoyo del Emir Yusuf. Zahir decidió moverse contra el Emir Yusuf, y junto con su aliado el jeque Nasif, se enfrentó a él en Nabatieh el 20 de octubre. Los hombres del Emir Yusuf eran unos 37 000. La caballería de Metawali de Zahir realizó una maniobra en la que huyó del campo de batalla en una aparente derrota, sólo para tener las tropas de seguimiento del Emir Yusuf rodeadas por los hombres de Zahir, que dieron un golpe decisivo al ejército del Emir Yusuf. El emir Yusuf se retiró después a su pueblo de montaña de Deir al-Qamar, mientras que Sidón quedó bajo la protección de Ali Jumblatt y 3000 defensores drusos. Sin embargo, con la noticia de la victoria de Zahir, Ali Jumblatt y Darwish Pasha se retiraron de Sidón, que posteriormente fue ocupada por Zahir y el jeque Nasif. Uthman Pasha y todos sus hijos fueron consecuentemente despedidos de sus puestos por la Sublime Puerta. Aunque no pudo capturar Nablus y su interior, el dominio de Zahir a finales de 1771 se extendió de Sidón a Yafo e incluyó una presencia influyente en la llanura de Hauran.
Muhammad Tuqan capturó Jaffa de Zahir en mayo de 1772, el mismo mes en que Ali Bey llegó a Acre para buscar la protección de Zahir después de ser expulsado de Egipto por mamelucos rivales. En junio, el leal otomano Jazzar Pasha trató de establecerse en el Líbano y tomó Beirut de los jefes drusos locales. Los drusos habían estado previamente en conflicto con Zahir, pero debido a la ofensiva de Jazzar, las circunstancias fomentaron una alianza entre ellos, Zahir y los clanes metawalíes de Jabal Amil. Zahir y Ali Bey trataron de recuperar Jaffa y, con la ayuda de la flota rusa, lo lograron tras un asedio de nueve meses, en el que agotaron muchos de sus recursos. Antes de eso, a finales de octubre de 1772, Zahir y sus aliados libaneses capturaron Beirut de Jazzar, también con apoyo naval ruso.
En marzo de 1773, Ali Bey dejó Palestina para restablecerse en Egipto, pero Abu al-Dhahab hizo que lo mataran cuando llegase allí. Con esto se puso fin a la alianza entre Zahir y Ali Bey, que había unido a Egipto y  Palestina política y económicamente de una manera que no se había producido desde principios del siglo XVI. Aunque sus intentos de unir sus territorios económica y políticamente no tuvieron éxito, su gobierno planteó el desafío interno más grave al dominio otomano en el siglo XVIII. Como consecuencia de la muerte de Ali Bey, Zahir se movió para fortalecer aún más su dominio sobre Jaffa y capturar Jerusalén, pero fracasó en el último intento. Toda la Siria otomana quedó bajo el mando oficial de Uthman Pasha al-Misri en 1774 para dar estabilidad a las provincias de la región. Al-Misri no buscó el conflicto con Zahir y trató de establecer términos amistosos con él. Así pues, convenció a la Sublime Puerta para que nombrara oficialmente a Zahir como gobernador de Sidón, siempre y cuando Zahir pagara todos los impuestos que la provincia debía a la Puerta. Al-Misri promovió además a Zahir en febrero declarándolo «Gobernador de Sidón, Nablus, Gaza, Ramla, Jaffa y Jabal Ajlun», aunque este título no fue oficialmente sancionado por la Puerta. En efecto, Zahir era el gobernante de facto de Palestina, con excepción de Nablus y Jerusalén, Jabal Amil y la costa siria desde Gaza hasta Beirut.

### Caída y muerte

El reino autónomo de Zahir al-Umar en 1774

Al-Misri fue llamado a Estambul en el verano de 1774 y Muhammad Pasha al-Azm fue nombrado gobernador de Damasco. Así, la gobernación de Zahir de Sidón quedó vulnerable porque dependía en gran medida de las garantías de al-Misri. Al-Azm buscaba relaciones pacíficas con Zahir, pero la Sublime Puerta, habiendo hecho las paces con Rusia y liberándose de ese conflicto, pretendía socavar a los gobernantes rebeldes de sus provincias, incluyendo a Zahir. Al-Azm logró obtener un perdón oficial de Zahir de la Puerta en abril de 1775, pero no la gobernación de Sidón. Mientras tanto, el conflicto entre Zahir y sus hijos se había reavivado, con Ali de Safad intentando capturar las aldeas de Zahir en Galilea en 1774. Zahir derrotó a Alí con el apoyo de su otro hijo, Ahmad de Tiberíades. Después, el gobierno de Zahir fue desafiado de nuevo por uno de sus otros hijos, Sa'id, más tarde ese año. En respuesta a este desafío, Zahir armó y movilizó a 300 habitantes civiles de Acre para contrarrestar a Sa'id. Ali continuó socavando el gobierno de Zahir alentando las deserciones de los mercenarios magrebíes de Zahir mediante sobornos.
El 20 de mayo de 1775, Abu al-Dhahab, alentado por la Puerta para erradicar la influencia de Zahir, capturó a Jaffa y masacró a sus habitantes varones. Las noticias de la masacre incitaron al pueblo de Acre a un pánico masivo, y sus residentes huyeron y almacenaron sus bienes en el Khan al-Ifranj (el Caravanserai francés) de la ciudad para su custodia. El 24 de mayo, Zahir también abandonó la ciudad y partió hacia Sidón; posteriormente, Ali al-Zahir entró en ella y se declaró gobernador. Sin embargo, las tropas magrebíes de Alí lo abandonaron y saquearon la ciudad cuando las tropas de Abu al-Dhahab se acercaron a ella unos días después. Procedieron a conquistar Sidón por mar, lo que llevó a Zahir a buscar refugio con los aliados chiitas en Yabal Amil. Algunos de los hijos de Zahir intentaron asegurar su propia paz con Abu al-Dhahab, pero éste se enfermó y murió el 10 de junio, lo que provocó el colapso y la retirada caótica de sus tropas egipcias de Acre. Zahir volvió a entrar en la ciudad dos días después y restableció el orden con la ayuda de Ahmad Agha al-Dinkizli. Sin embargo, el revés de la muerte de Abu al-Dhahab no impidió que la Sublime Puerta intentara controlar el poder de Zahir y Sidón permaneciera en manos otomanas.
El 23 de abril, la Puerta envió al almirante de la marina otomana, Hasan Pasha al-Jazayiri, a bloquear Acre. Llegó a Haifa el 7 de agosto tomando Yafo del yerno de Zahir, Karim al-Ayyubi. Hasan Pasha ordenó a Zahir que pagara las cuotas de los miri que debía a la Sublime Puerta que databan de 1768. Zahir inicialmente aceptó pagar 500 000 piastras de la cantidad total por adelantado y otras 50 000 piastras al propio Hasan Pasha para «perdonar la sangre del pueblo». Hasan Pasha aparentemente aceptó las propuestas de Zahir, pero los acuerdos se vinieron abajo.
Las cuentas difieren en cuanto a la forma exacta en que se derrumbaron las negociaciones, pero las fuentes coinciden en que su fracaso fue el resultado de las disputas dentro del círculo íntimo de Zahir entre su asesor financiero Ibrahim Sabbagh y su comandante militar en jefe, al-Dinkizli. La mayoría de las cuentas afirman que Sabbagh instó a Zahir a no pagar las sumas solicitadas por Hasan y se agitó para la guerra. Sabbagh argumentó que el tesoro de Zahir no tenía fondos para pagar las cuotas de los miri y que las fuerzas de Zahir eran capaces de derrotar a Hasan. Al-Dinkizli presionó a Zahir para que pagara la cantidad, argumentando que se podía evitar el derramamiento de sangre en masa. Aconsejó a Zahir que obligara a Sabbagh a pagar la cantidad si Zahir no se lo podía permitir. Cuando las negociaciones se prolongaron, Hasan presionó para que se pagaran las cuotas de los miri dues, advirtiendo a Zahir que sería ejecutado si no satisfacía la demanda. Zahir se sintió insultado por la amenaza de Hasan y a su vez amenazó con destruir toda la flota de Hasan a menos que retirara sus naves.
Hasan procedió a bombardear Acre, y los artilleros magrebíes de Zahir respondieron con fuego de cañón, dañando dos de las naves de Hasan. Al día siguiente, la flota de Hasan disparó unos 7000 proyectiles contra Acre sin devolver el fuego de los artilleros de la ciudad; al-Dinkizli había pedido a sus fuerzas magrebíes que se abstuvieran de devolver el fuego porque, como musulmanes, tenían prohibido atacar al ejército del sultán. Al darse cuenta de la traición de su comandante adjunto, Zahir intentó huir de Acre el 21 o 22 de agosto. Al salir de sus puertas, las tropas otomanas le dispararon y una bala le alcanzó el cuello y le hizo caer del caballo. Un soldado magrebí lo decapitó. La cabeza cortada de Zahir fue posteriormente entregada a Estambul.

### Consecuencias
Después de su muerte, Sabbagh y los hijos de Zahir, Abbas y Salih, fueron arrestados por los hombres de Hasan Pasha. La Sublime Puerta también incautó propiedades pertenecientes a Zahir, sus hijos y Sabbagh, que estaban valoradas en 41 500 000 piastras. Fueron encarcelados en Estambul, la capital otomana, junto con su médico, que era conocido por su talento en su profesión. El médico fue convocado por el sultán para tratar la enfermedad de su esposa, lo que hizo con éxito, ganándose su libertad de la prisión y una medalla de honor del sultán. El médico usó su influencia con las autoridades para que los hijos y nietos de Zahir fueran liberados y regresaran a sus ciudades de origen. Sabbagh fue ejecutado por Hasan Pasha. Al-Dinkizli fue recompensado con la gobernación de Gaza, pero murió de camino a su nueva sede, probablemente envenenado por Hasan.
Los hijos de Zahir, Uthman, Ahmad, Sa'id y Ali continuaron oponiendo resistencia, siendo este último el que más tiempo luchó desde su fortaleza en Deir Hanna. La fortaleza finalmente capituló ante las fuerzas combinadas de Hasan Pasha y Jazzar Pasha el 22 de julio de 1776. Ali huyó, pero fue asesinado más tarde ese año en el área entre Tiberias y Safad. Para entonces, el resto de los hijos de Zahir habían sido arrestados o asesinados. Abbas fue nombrado más tarde por el Sultán Selim III como el Jeque de Safad. Sin embargo, en 1799, cuando  Napoleón invadió Palestina, pero se retiró después de ser derrotado en Acre, Abbas y Salih salieron de Safad con las fuerzas francesas que se retiraban. Esto marcó el fin de la influencia de Zaydani en Galilea.
Constantin-François Volney, que escribió la primera biografía europea de Zahir en 1787, enumera tres razones principales del fracaso de Zahir. En primer lugar, la falta de "buen orden interno y justicia de principios". En segundo lugar, las primeras concesiones que hizo a sus hijos. Tercero, y sobre todo, la avaricia de su consejero y confidente, Ibrahim Sabbagh.

## Política

### Administración

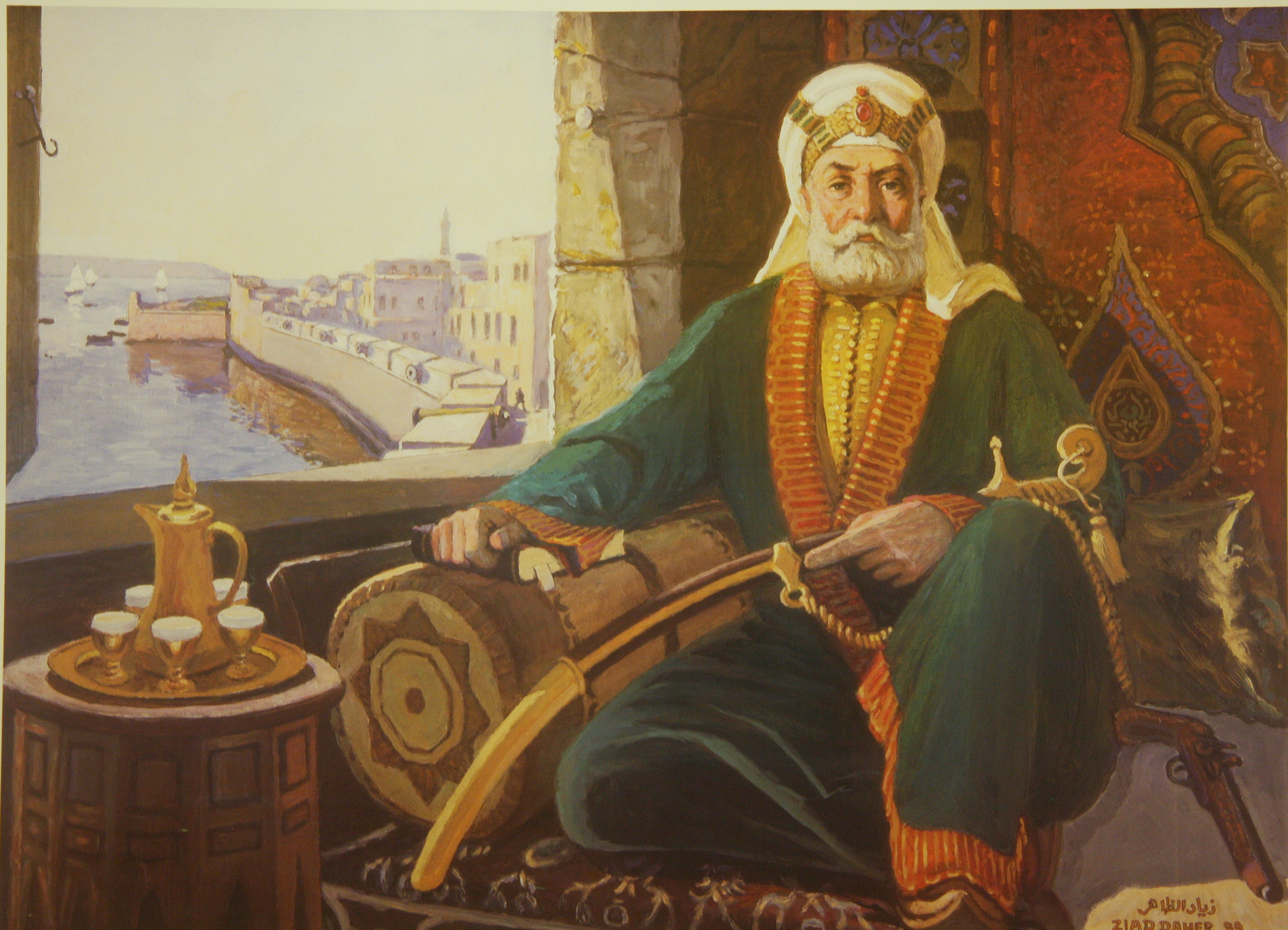
Representación artística moderna de Zahir en Acre, Ziad Daher Zedany

Zahir nombró a muchos de sus hermanos e hijos como administradores locales, particularmente después de que consolidó su control sobre Acre, que se convirtió en la capital de su territorio. A excepción de Acre y Haifa, Zahir dividió el resto de su territorio entre sus parientes. Su hermano mayor fue designado para Deir Hanna, y sus hermanos menores Yusuf y Salih Abu Dani fueron instalados en I'billin y Arraba, respectivamente. Zahir designó a su hijo mayor Salibi como el multazim de Tiberíades. Salibi fue asesinado en 1773 luchando junto a las fuerzas de Ali Bey en Egipto. Su muerte afligió profundamente a Zahir, que entonces tenía unos 80 años. 73] Nombró a Uthman en Kafr Kanna y luego a Shefa-'Amr, a Abbas en Nazaret, a Ali en Safad y a Ahmad en Saffuriya. Ahmad reemplazó a Salibi en Tiberíades también, y también conquistó Ajlun y Salt en Transjordania. Además, a Ahmad se le dio autoridad sobre Deir Hanna después de la muerte de Sa'd. Zahir nombró a su sobrino Ayyub al-Karimi en Jafa y Gaza, mientras que al-Dinkizli se hizo multazim en Sidón en 1774. El nombramiento de los parientes y allegados de Zahir tenía por objeto asegurar la administración eficiente de su reino en expansión y la lealtad de su círculo. Entre sus principales funciones estaba la de asegurar el suministro de algodón a Acre. No está claro si estos puestos fueron reconocidos por el gobierno otomano.
Zahir tenía un ayudante que servía conjuntamente en calidad de mudabbir (administrador) y wazir (visir) para ayudarle durante gran parte de su mandato en asuntos de finanzas y correspondencia. Este funcionario siempre había sido un melkita (católico griego local). Su primer Visir fue Yusuf al-Arqash, seguido por Yusuf Qassis en 1749. Qassis continuó en este papel hasta principios de la década de 1760, cuando fue arrestado por intentar contrabandear la riqueza que había acumulado durante su servicio en Malta, y le sucedió Ibrahim Sabbagh, que había servido como médico personal de Zahir en 1757, cuando reemplazó al antiguo médico de Zahir, Sulayman Suwwan. Suwwan era un cristiano ortodoxo griego local y cuando no pudo tratar adecuadamente a Zahir durante una grave enfermedad en 1757, Qassis aprovechó la oportunidad para sustituirle por Sabbagh, un amigo y compañero melquita, quien se convirtió en la figura más influyente de la administración de Zahir, sobre todo a medida que Zahir envejecía. Esto causó consternación entre los hijos de Zahir, ya que veían a Sabbagh como una barrera entre ellos y su padre y un impedimento para su creciente poder en el territorio de Zahir. Sabbagh fue capaz de ganar una mayor influencia con Zahir en gran parte debido a la riqueza que acumuló a través de su papel integral en la gestión del monopolio del algodón de Zahir. Gran parte de esta riqueza se adquirió a través de los propios negocios de Sabbagh, en los que compraba algodón y otros cultivos comerciales a los granjeros locales y los vendía a los comerciantes europeos en las ciudades costeras de Siria y a sus socios melquitas en Damieta, Egipto. Sabbagh desempeñó también otros papeles importantes, como el de asesor político de Zahir, administrador principal y representante principal ante los comerciantes europeos y los funcionarios provinciales e imperiales otomanos.
Había otros funcionarios en la administración civil de Zahir en Acre, incluidos los principales funcionarios religiosos, a saber, el muftí y el cadí. El muftí era el principal erudito de la ulama (comunidad académica musulmana) y supervisaba la interpretación de la ley islámica en el reino de Zahir. Fue nombrado por la Sublime Puerta, pero Zahir consiguió mantener el mismo muftí durante muchos años en un momento en el que contrastaba con la típica provincia siria que veía cómo su muftí era sustituido anualmente. Zahir nombró directamente al cadi del ulama local de Palestina, pero sus decisiones judiciales tenían que ser aprobadas por el qadi de Sidón. Zahir tenía un  imán jefe, que en los últimos años de su gobierno era Ali ibn Khalid al-Shaabi. También se nombró un agha para supervisar los pagos de aduanas realizados por los comerciantes europeos en Acre y Haifa.
Las fuerzas militares iniciales de Zahir consistían en sus parientes Zaydani y los habitantes locales de las áreas que gobernaba. Eran alrededor de 200 hombres a principios de 1720, pero aumentaron a unos 1500 a principios de 1730. Durante este período inicial de la carrera de Zahir, también contó con el respaldo militar clave de los Bani Saqr y otras tribus beduinas. A medida que consolidaba su dominio sobre Galilea, su ejército ascendió a más de 4000 hombres, muchos de los reclutas posteriores eran campesinos que apoyaban a Zahir para protegerlos contra las incursiones beduinas. Esta supresión de los beduinos hizo que las tribus retiraran en gran medida su apoyo militar a Zahir. El núcleo de su ejército privado eran los mercenarios magrebíes. El comandante magrebí, Ahmad Agha al-Dinkizli, también fue el principal comandante militar de Zahir desde 1735 hasta la deserción de al-Dinkizli durante el asedio otomano de Acre en 1775. Desde que Zahir se reconcilió con el jeque Nasif al-Nassar de Yabal Amil en 1768 hasta la mayor parte del resto de su gobierno, Zahir también contó con el apoyo de los aproximadamente 10 000 jinetes de Metawali de Nasif. Sin embargo, los metawalíes no ayudaron a Zahir durante la ofensiva otomana de 1775. Las aldeas y pueblos fortificados de Zahir estaban equipados con instalaciones de artillería y el arsenal de su ejército consistía en cañones, rifles de chispa, pistolas y lanzas. La mayoría de las armas de fuego fueron importadas de Venecia o Francia, y a principios de 1770, de la marina imperial rusa.

### Seguridad general

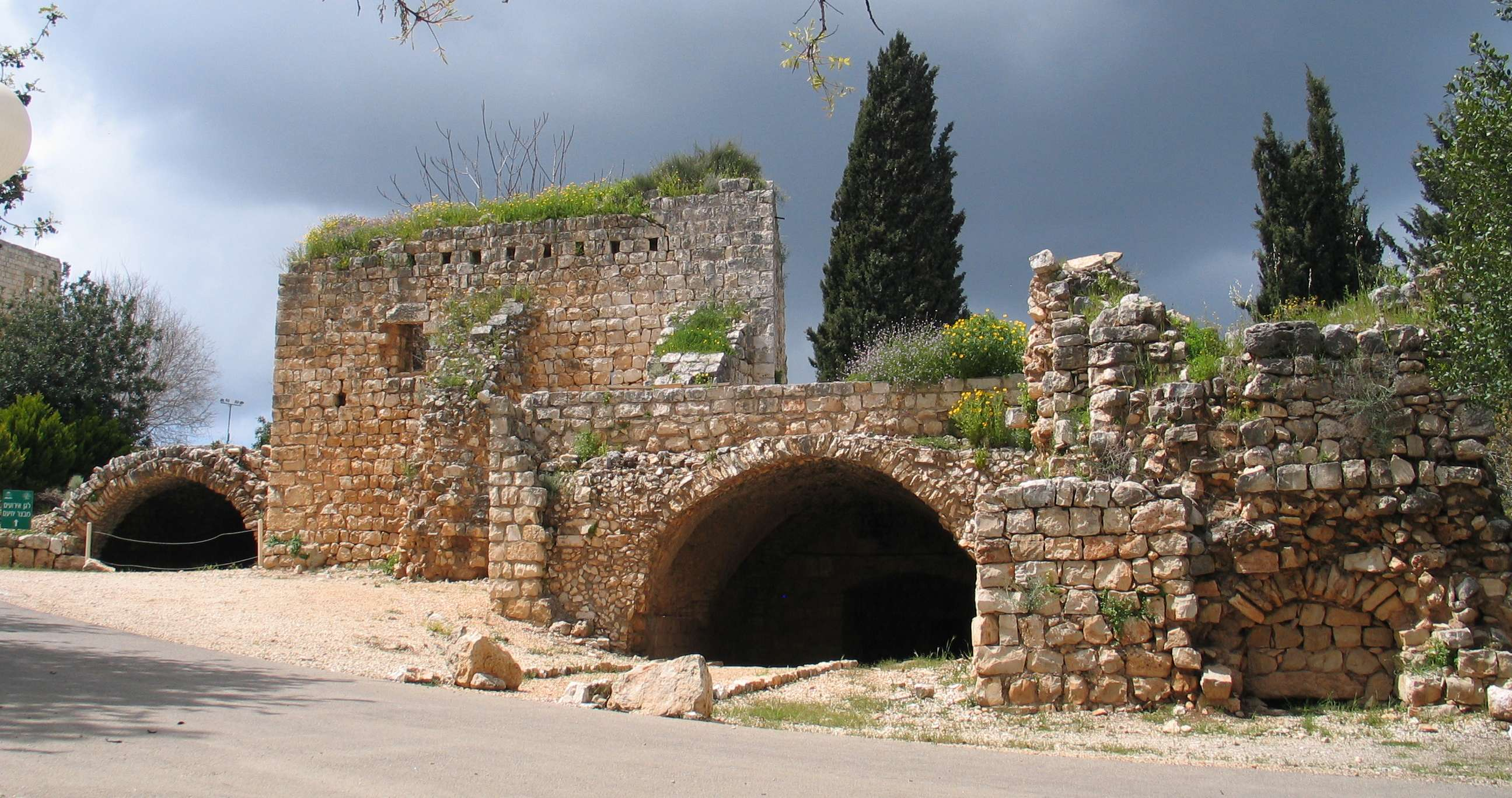
Zahir reconstruyó la fortaleza de la época de las Cruzadas en Jirbat Yiddin.

Según el biógrafo Ahmad Hasan Joudah, las dos condiciones principales que Zahir estableció para fomentar la prosperidad de su jeque y su supervivencia fueron «la seguridad y la justicia». Antes de la consolidación del poder de Zahir, las aldeas del norte de Palestina eran propensas a las incursiones y los robos de los beduinos y las carreteras estaban bajo la constante amenaza de los salteadores de caminos y los ataques de los beduinos. Aunque tras los saqueos los habitantes de estas aldeas agrarias quedaron en la indigencia, el gobierno provincial otomano intentaría sin embargo cobrarles el miri (impuesto de hajj). Para evitar medidas punitivas por no pagar el miri, los habitantes abandonaban sus aldeas por seguridad en las ciudades más grandes o en el desierto. Esta situación perjudicó la economía de la región, ya que las incursiones redujeron drásticamente la producción agrícola de las aldeas, los mutasallims (agricultores fiscales) nombrados por el gobierno no podían cobrar sus imposiciones y el comercio no podía realizarse con seguridad debido a la inseguridad en las carreteras.
Sin embargo, para 1746, Zahir había establecido el orden en las tierras que gobernaba y logró cooptar a la tribu beduina dominante de la región, los Bani Saqr, lo que contribuyó en gran medida al establecimiento de la seguridad en el norte de Palestina. Además, Zahir encargó a los jeques de las ciudades y aldeas del norte de Palestina que garantizaran la seguridad de las carreteras en sus respectivas cercanías y les exigió que indemnizaran a todo aquel al que le robaran sus propiedades. La seguridad general alcanzó un nivel en el que una anciana con oro en la mano podía viajar de un lugar a otro sin temor ni peligro, según el biógrafo Mikhail Sabbagh.
Este período de calma que persistió entre 1744 y 1765 impulsó enormemente la seguridad y la economía de Galilea. La seguridad establecida en la región alentó a la gente de otras partes del Imperio Otomano a inmigrar a Galilea. Los conflictos entre los clanes locales y entre Zahir y sus hijos se limitaron a enfrentamientos periódicos, mientras que no hubo ataques contra el dominio de Zahir por parte de fuerzas externas.  Aunque Zahir usó la fuerza para fortalecer su posición en la región, los habitantes locales generalmente se consolaron en su dominio, que el historiador Thomas Philip describió como «relativamente justo y razonablemente equitativo». Según Richard Pococke, que visitó la zona en 1737, la población local tenía gran admiración por Zahir, especialmente por su guerra contra los bandidos en los caminos.

### Políticas económicas
Además de proporcionar seguridad, Zahir y sus diputados locales adoptaron una política de ayuda a los campesinos para que cultivaran y cosecharan sus tierras de cultivo con el fin de garantizar aún más el suministro constante de productos agrícolas para la exportación. Estos beneficios incluían préstamos a los campesinos y la distribución de semillas gratuitas. Las cargas financieras de los campesinos también se redujeron, ya que Zahir ofreció alivio fiscal durante las temporadas de sequía o cuando las cosechas eran malas. Esta misma desgravación fiscal se extendió a los recién llegados que querían empezar a cultivar nuevas tierras de cultivo. Además, Zahir asumió la responsabilidad de los pagos pendientes que los campesinos debían a los comerciantes de las transacciones basadas en el crédito si los comerciantes podían proporcionar pruebas de un pago insatisfactorio. Según el historiador Thomas Philipp, Zahir tenía el buen sentido comercial de no explotar a los campesinos hasta el punto de la destrucción, pero mantuvo sus demandas financieras a un nivel más moderado. Pagaba regularmente a las autoridades otomanas sus cuotas financieras, asegurando un grado de estabilidad en su relación con el sultanato.
Cuando Zahir conquistó Acre, lo transformó de una aldea en decadencia en un centro de mercado fortificado para los productos palestinos, incluyendo seda, trigo, aceite de oliva, tabaco y algodón, que exportó a Europa. Con el algodón en particular, Zahir fue capaz de monopolizar el mercado para él y su exportación al extranjero. Hizo negocios con comerciantes europeos con sede en los puertos de Galilea, que competían entre sí por el algodón y el grano cultivado en las aldeas rurales bajo el dominio o la influencia de Zahir en el interior de Galilea y Jabal Amil. Anteriormente, los comerciantes europeos realizaban transacciones directas con los cultivadores de algodón locales, pero Zahir, con la ayuda de Ibrahim Sabbagh, puso fin a este sistema de comercio convirtiéndose en el intermediario entre los comerciantes y los cultivadores que vivían bajo su dominio. Esto le permitió monopolizar tanto la producción de algodón como el precio de los comerciantes por el producto. La designación por parte de Zahir de los precios de los cultivos comerciales locales también impidió la explotación de los campesinos y los comerciantes locales por parte de los comerciantes europeos y su «manipulación de los precios», según Joudah. Esto causó pérdidas financieras a los comerciantes europeos que presentaron numerosas quejas a los embajadores francés e inglés de la Sublime Puerta. Un acuerdo formal para regular el comercio entre Zahir y los comerciantes europeos fue alcanzado en 1753. Zahir fomentó aún más el comercio ofreciendo a los comerciantes locales préstamos sin intereses.
La gran demanda europea del producto permitió a Zahir hacerse rico y financiar su sheikhdom autónomo. Este control del mercado del algodón también le permitió obtener un control no oficial sobre todo el eyalato de Sidón, fuera de la propia ciudad de Sidón. Con un éxito desigual, Zahir intentó que los buques mercantes franceses fueran redirigidos desde los puertos de Tiro y Sidón a Haifa en su lugar, a fin de beneficiarse de las tasas aduaneras que podía exigir. La ciudad de Acre experimentó un auge económico como resultado de su posición en el comercio del algodón con Francia, y se convirtió en la sede fortificada del jeque de Zahir.

### Relación con las minorías religiosas

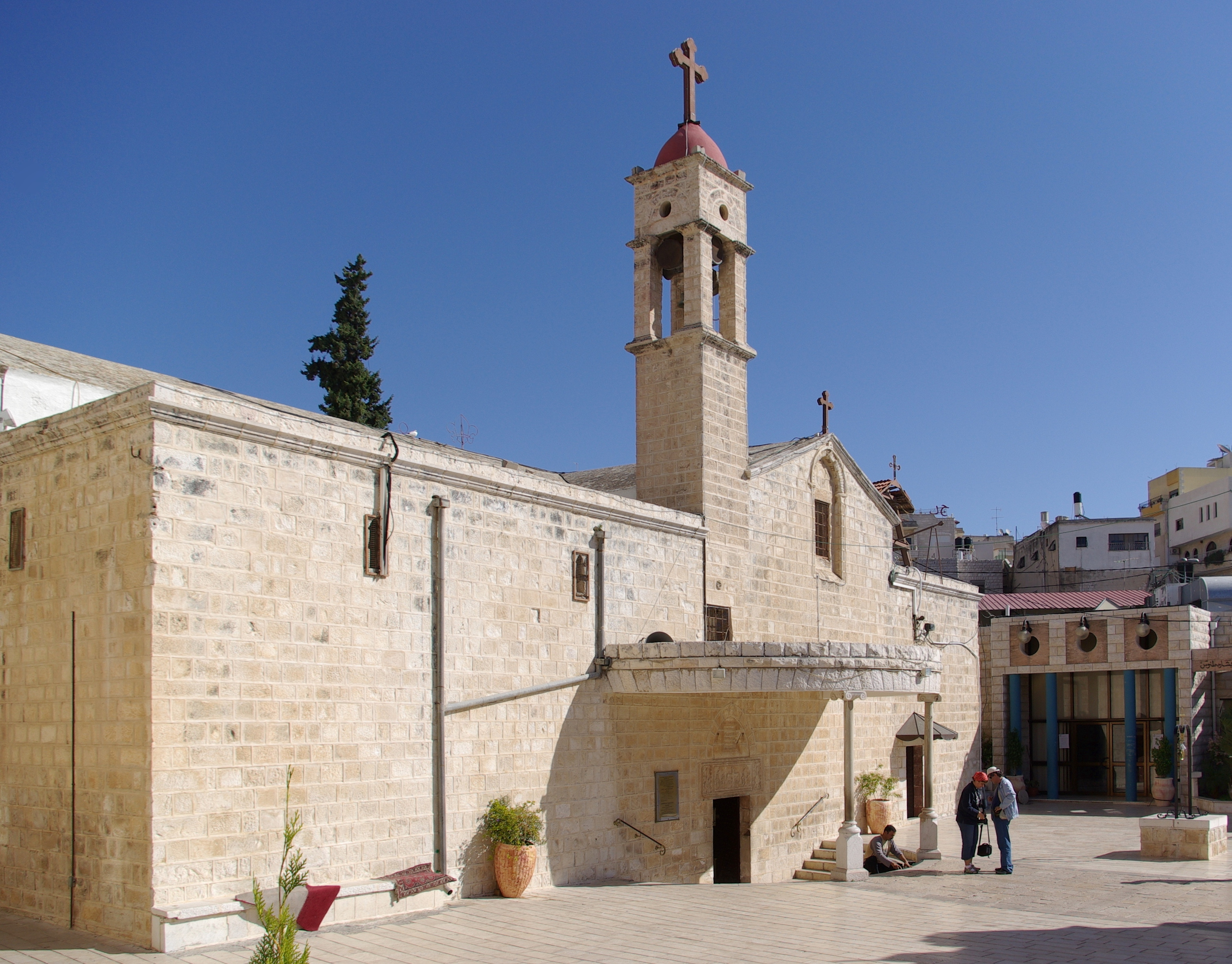
La iglesia de San Gabriel en Nazaret fue construida bajo los auspicios del gobierno de Zahir

Zahir mantuvo políticas tolerantes y alentó la participación de las minorías religiosas en la economía local. Como parte de sus grandes esfuerzos por aumentar la población de Galilea, Zahir invitó a los judíos a reasentarse en Tiberias alrededor de 1742, junto con los musulmanes. Zahir no consideraba a los judíos como una amenaza a su gobierno y creía que sus conexiones con la diáspora judía fomentarían el desarrollo económico en Tiberias, que los judíos consideraban particularmente sagrado. Su tolerancia hacia los judíos, los recortes de impuestos que se les aplicaban y la asistencia en la construcción de casas, escuelas y sinagogas judías, ayudaron a fomentar el crecimiento de la comunidad judía en la zona. Los primeros inmigrantes judíos vinieron de Damasco y más tarde fueron seguidos por judíos de Alepo, Chipre y Esmirna. Muchos judíos de Safad, que estaba gobernada por el hijo de Zahir, Ali, se trasladaron a Tiberias en la década de 1740 para aprovechar las mejores oportunidades de esa ciudad, que en ese momento estaba bajo el dominio directo de Zahir. Las aldeas de Kafr Yasif y Shefa-'Amr también vieron surgir nuevas comunidades judías bajo el gobierno de Zahir.
Zahir alentó el asentamiento cristiano local en Acre, para contribuir al dinamismo comercial de la ciudad en el comercio y la manufactura. Los cristianos crecieron hasta convertirse en el grupo religioso más grande de la ciudad a finales del siglo XVIII. El territorio de Zahir se convirtió en un refugio para los cristianos melquitas y greco-ortodoxos de otras partes de la Siria otomana, que emigraron allí en busca de mejores oportunidades comerciales y de empleo. En Nazaret, la comunidad cristiana prosperó y creció bajo el gobierno de Zahir, y vio la afluencia de las comunidades maronitas y greco-ortodoxa del Líbano y Transjordania, respectivamente. El patriarca melquita vivió en Acre entre 1765 y 1768. Junto con los judíos, los cristianos contribuyeron a la economía del jeque de Zahir de varias maneras, incluida la relativa facilidad con que pudieron tratar con los comerciantes europeos, las redes de apoyo que muchos de ellos mantenían en Damasco o Estambul, y su papel en las industrias de servicios.
Zahir permitió a la comunidad [franciscana] de Nazaret construir iglesias en 1730, 1741 y 1754 en sitios que los cristianos asociaban con la vida de [Jesús]. Permitió que la comunidad ortodoxa griega construyera Iglesia de San Gabriel sobre una iglesia cruzada en ruinas en Nazaret, y en 1750 ampliaron la Iglesia de San Jorge. La mayor comunidad cristiana de Acre, los melkitas, construyeron la mayor iglesia de la ciudad, la Iglesia de San Andrés, en 1764, mientras que los maronitas construyeron la Iglesia de Santa María para su congregación en 1750. Como testimonio de la prosperidad que los cristianos disfrutaron bajo el gobierno de Zahir, no se construyeron más iglesias bajo los auspicios de los sucesores menos tolerantes de Zahir.
Existía una fuerte relación entre Zahir y los campesinos musulmanes chiitas de Jabal Amil y sus jeques y la clase mercantil. Zahir mantenía la ley y el orden en Jabal Amil, mientras dejaba a sus habitantes, en su mayoría chiitas, a su suerte. Los chiitas también se beneficiaron económicamente del monopolio de Zahir en la industria del algodón y sus jeques le proporcionaron hombres de gran capacidad militar. Zahir fue un apoyo clave de los chiitas en su exitoso conflicto con los drusos Clan Jumblatt y el clan chiita bajo el mando de Mulhim Shihab,.
La relación entre Zahir y los jeques rurales de los drusos del Monte Líbano bajo la dinastía Shihab era mixta. Mientras que el jeque Mansur Shihab de Chouf se alió con Zahir, su sobrino y rival, Yusuf Shihab de la región Trípoli siguió apoyando a los otomanos. Debido en gran parte al conflicto entre Zahir y los drusos "emires" del Monte Líbano, a los drusos de Galilea no les fue bien con Zahir y su clan Zaydani. En las tradiciones orales de los habitantes drusos de Galilea, el reinado de Zahir era sinónimo de opresión. Durante este período, muchos pueblos drusos fueron destruidos o abandonados y hubo un éxodo druso parcial de Galilea, en particular de los pueblos alrededor de Safad, a la región de Hauran al este del río Jordán.

## Familia

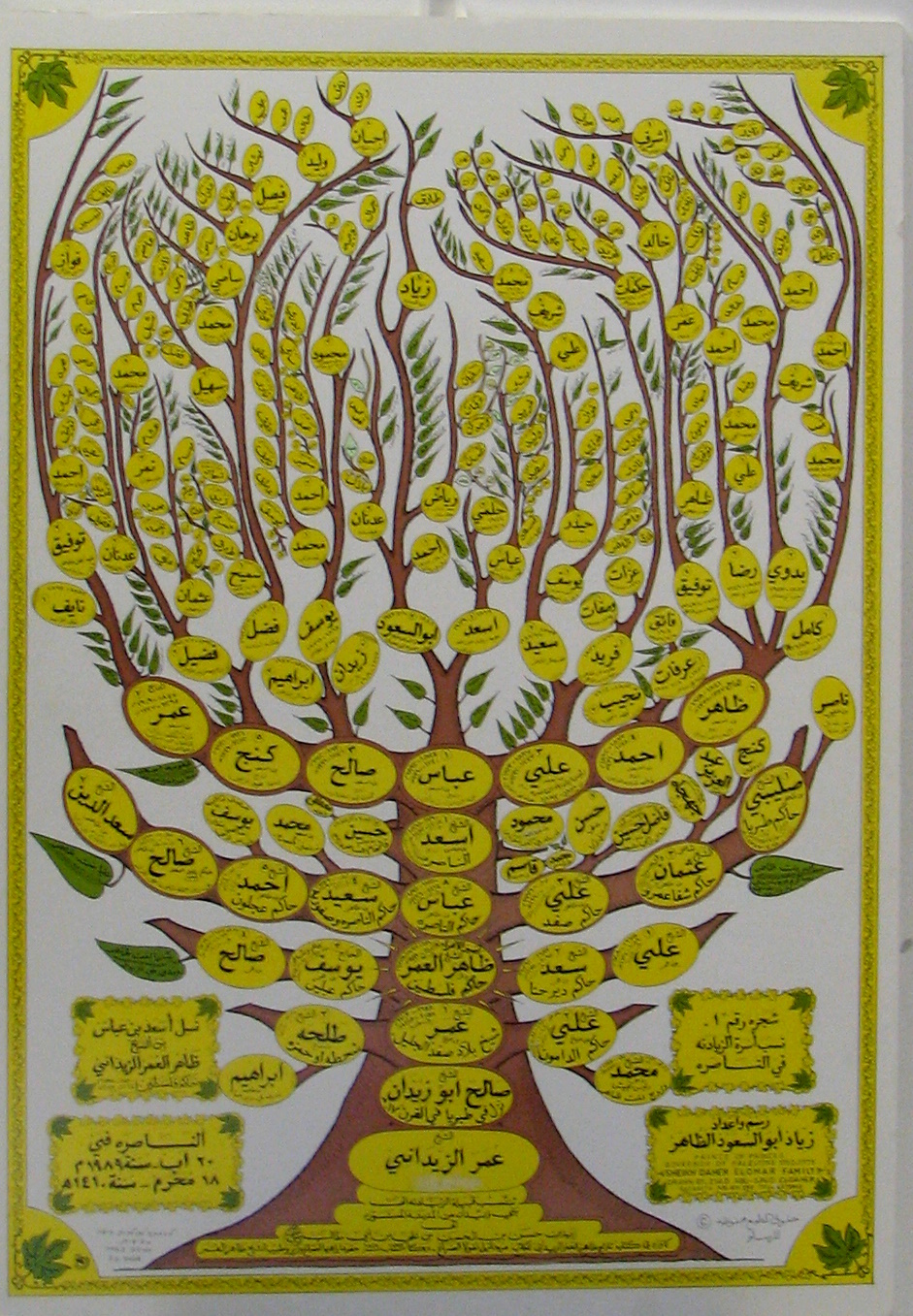
Árbol genealógico (en árabe) de Zahir hasta sus descendientes actuales

El clan de Zahir pertenecía a la facción política de Qaisi en la lucha de siglos entre las  confederaciones Qais y Yaman. Las dinastías Ma'an y Shihab, que gobernaban el Monte Líbano (y a menudo Galilea) de forma semiautónoma, también pertenecían a la facción de Qaisi. En su mayor parte, Zahir respetaba el sistema sociopolítico que prevalecía en la región que gobernaba. Las alianzas entre él y los notables locales fueron reforzadas por una red de matrimonios entre las familias influyentes de la zona, incluyendo el clan Zaydani de Zahir. Los propios matrimonios de Zahir eran políticamente ventajosos ya que le permitían consagrar su dominio sobre ciertas áreas o sus relaciones con ciertas tribus beduinas, clanes locales o notables urbanos. Zahir tuvo cinco esposas durante su vida. Entre sus esposas había una mujer de la Sardiyah, una tribu beduina activa en Transjordania y Palestina. Zahir también estaba casado con una hija de Sayyid Muhammad, un rico religioso notable de Damasco, una hija del mukhtar (jefe) de Bi'ina, y una hija del mukhtar de Deir al-Qassi.
Zahir tuvo ocho hijos de sus esposas, y según Tobias Smollett, una hija también. Sus hijos, de mayor a menor, fueron Salibi, Ali, Uthman, Sa'id, Ahmad, Salih, Sa'd al-Din y Abbas. El nombre del marido de su hija era Karim al-Ayyubi, que también era primo de Zahir. En 1773, Zahir tenía un total de 272 hijos, nietos y bisnietos. De hecho, la modelo y defensora de los derechos humanos Bella Hadid es su tataranieta por parte de su padre palestino Mohamed Hadid.
A medida que Zahir consolidaba su poder y reducía las amenazas externas a su gobierno en la década de 1760, sus hijos aspiraban a una mayor influencia y, en última instancia, lucharon contra su padre y entre sí para asegurarse su lugar como sucesor de Zahir. Además del apoyo de los elementos del clan Zaydani, los hijos de Zahir mantuvieron sus propias bases de poder, derivadas en gran medida de los clanes de sus madres, y también hicieron sus propias alianzas con otros actores poderosos de la región. Zahir salió victorioso de los muchos conflictos que tuvo con sus hijos, pero su frecuente disidencia debilitó su gobierno y contribuyó a su caída en 1775. Antes de las rebeliones individuales de sus hijos, Zahir había eliminado a otros parientes que desafiaban su poder.

## Legado

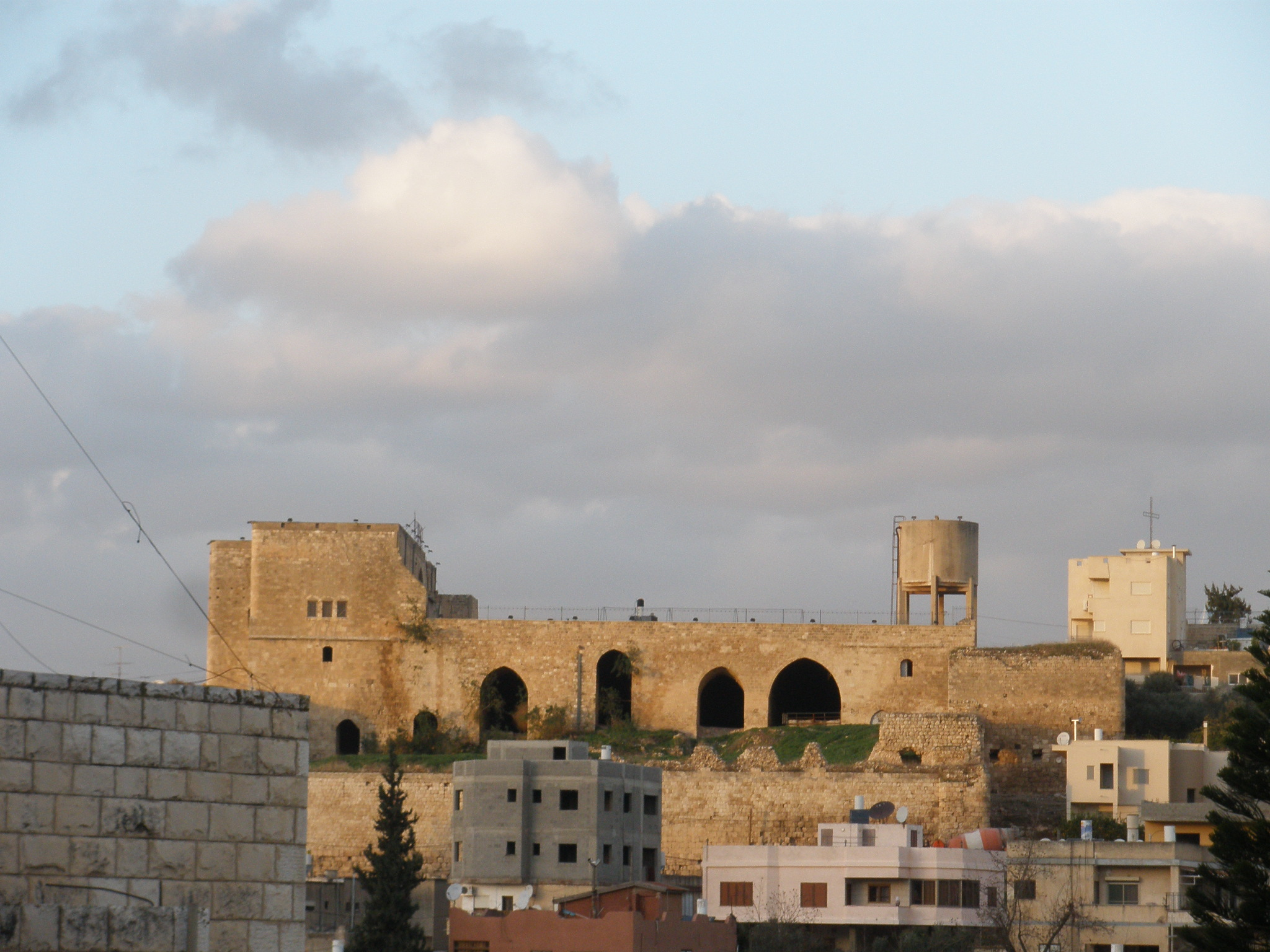
La fortaleza de Sefa-Amr, construida por el hijo de Zahir, Uthman.

El gobierno de Zahir cambió radicalmente el paisaje de Galilea. Con la restauración y la re-fortificación de Acre y el establecimiento de la ciudad portuaria secundaria de Haifa, Galilea fortaleció significativamente sus lazos con el mundo mediterráneo. Tras la muerte de Zahir, su sucesor Jazzar Pasha mantuvo el monopolio del algodón que Zahir había establecido y la economía de Galilea siguió siendo casi completamente dependiente del comercio del algodón. La región prosperó durante decenios, pero con el auge del mercado del algodón en el sur de los Estados Unidos a principios y mediados del siglo XIX, la demanda europea se alejó del algodón de Palestina y, debido a su dependencia de este cultivo, la región experimentó una fuerte recesión económica de la que no pudo recuperarse. El cultivo del algodón fue abandonado en gran medida, al igual que muchas aldeas, y el campesinado pasó a centrarse en la agricultura de subsistencia.
A finales del siglo XIX, el «Fondo de Exploración de Palestina» Claude Reignier Conder escribió que los otomanos habían destruido con éxito el poder de las familias gobernantes indígenas de Palestina que "habían sido prácticamente sus propios amos" pero que habían sido "arruinados de modo que ya no queda ningún espíritu en ellos". Entre estas familias estaba la "orgullosa raza" de Zahir, que todavía era muy estimada, pero era impotente y pobre. Los descendientes modernos de Zahir en Galilea usan el apellido Dhawahri o al-Zawahirah en honor a Zahir. El clan Dhawahri constituye uno de los clanes musulmanes de élite tradicionales de Nazaret, junto con las familias Fahum, Zu'bi y 'Onallas. Otros pueblos de Galilea donde viven los descendientes del clan de Zahir son Bi'ina y Kafr Manda y, antes de su destrucción en 1948, al-Damun. Muchos de los habitantes del actual norte de Israel, en particular los pueblos y aldeas donde Zahir o su familia dejaron un legado arquitectónico, tienen a Zahir en alta estima.
Aunque en su mayoría fue pasado por alto por los historiadores de Oriente Medio, algunos estudiosos consideran el gobierno de Zahir como un precursor del nacionalismo palestino. Entre estos estudiosos se encuentra Karl Sabbagh, que afirma este último punto de vista en su libro Palestina: A Personal History, que fue ampliamente reseñado en la prensa británica en 2010. Zahir se integró gradualmente en la historiografía palestina. En Biladuna Filastin (1965) de Murad Mustafa Dabbagh, una obra de varios volúmenes sobre la historia de Palestina, Zahir es referido como el "mayor palestino que apareció en el siglo XVIII". La Organización para la Liberación de Palestina La emisora de radio de la OLP, Voz de Palestina, emitió una serie sobre Zahir en 1966, alabándolo como un héroe nacional palestino que luchó contra el imperialismo otomano. Zahir es considerado por muchos nacionalistas árabes como un pionero de la liberación árabe de la ocupación extranjera. Según Joudah 

Sin embargo los historiadores pueden mirar al Jeque Zahir al Umar y su movimiento, es muy respetado por los árabes de Oriente. En particular los palestinos lo consideran un héroe nacional que luchó contra la autoridad otomana por el bienestar de su pueblo. Este elogio se refleja en el reciente renacimiento académico, cultural y literario de la sociedad palestina que ha elevado a Zahir y su legado a un estatus casi icónico. Estas relecturas no siempre están ligadas a la objetividad histórica, sino que se inspiran en gran medida en las consecuencias actuales del Nakba. Sin embargo, es preciso decir que Sheij Zahir había establecido con éxito un estado autónomo, o un "pequeño reino", como Albert Hourani lo llamó, en la mayor parte de Palestina durante más de un cuarto de siglo.

### Obras construidas

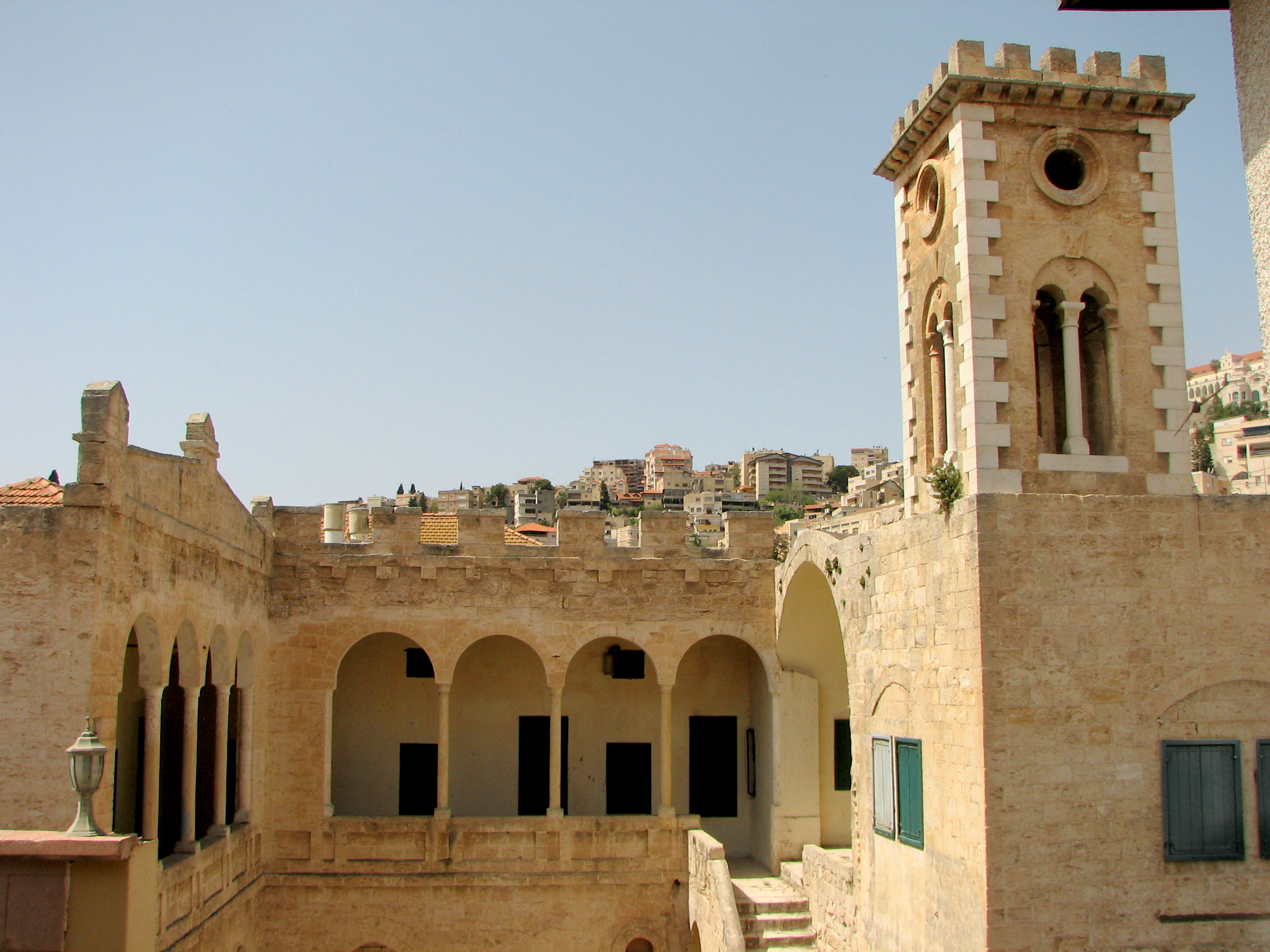
El Seraya de Nazaret, construido por Zahir

Zahir y su familia construyeron fortalezas, torres de vigilancia, almacenes y khans o caravasares. Estos edificios mejoraron la administración doméstica y la seguridad general de Galilea. Hoy en día, muchas de estas estructuras están en un gran estado de deterioro y permanecen fuera del alcance de las leyes de preservación cultural de Israel.
En Acre, Zahir reconstruyó las murallas de la época de las Cruzadas y construyó encima de varias estructuras cruzadas y  mamelucas de la ciudad. Entre ellas se encontraban los caravasares de Khan al-Shawarda y su torre Burj al-Sultan y Khan al-Shunah. En 1758, encargó la construcción de la Mezquita al-Muallaq en Acre. También construyó la Seraya casa de gobierno en Nazaret, que sirvió como sede municipal de la ciudad hasta 1991. En Haifa, que Zahir fundó, construyó una muralla con cuatro torres y dos puertas alrededor del nuevo asentamiento. Dentro de Haifa, construyó la fortaleza Burj al-Salam, una pequeña mezquita, un edificio de aduanas y una residencia del gobierno o saraya. En Tiberias, encargó la construcción de una ciudadela (ahora en ruinas) y la mezquita al-Amari. Esta última fue construida alternando piedra blanca y negra, típica del estilo arquitectónico de los trabajos de construcción de Zahir, y un minarete.
Se construyeron fortificaciones y otras estructuras en las aldeas rurales bajo el control de Zahir. En Deir Hanna, el hermano de Zahir, Sa'd, construyó una gran fortaleza y una mezquita adyacente, ambas gravemente dañadas durante un asedio de Jazzar Pasha en 1776. En Jirbat Yiddin, reconstruyó la demolida fortaleza de los cruzados con la adición de una mezquita y hamaam o casa de baños. La mezquita fue destruida por las fuerzas israelíes cuando el pueblo fue capturado durante la Guerra árabe-israelí de 1948. En Shefa-'Amr, el hijo de Zahir, Uthman, construyó una gran fortaleza con cuatro torres, de las cuales una permanece en pie. Otro de sus hijos, Ahmad, reconstruyó la fortaleza de los cruzados en Saffuriya.
En Tibnin, en el actual Líbano, y en Safad, Zahir o su hijo Ali hicieron reconstruir las fortalezas de la época de las Cruzadas. Zahir fortificó la aldea de Harbaj, aunque la aldea y su fortaleza estaban en ruinas a finales del siglo XIX. En Tabgha en el Mar de Galilea, Zahir construyó cinco fuentes, una de las cuales permaneció en pie en el siglo XIX. La fuente restante era la más grande de su tipo en Galilea. En el pueblo de I'billin, el hermano de Zahir, Yusuf, construyó fortificaciones y una mezquita. La fortaleza de I'billin fue usada más tarde como la sede de Aqil Agha, el jeque árabe semiautónomo del siglo XIX de Galilea.

## Sucesión
| Predecesor: Darwish Pasha al-Kurji | Valí de Sidón 1771—1775 | Sucesor: Jazzar Pasha |

| Predecesor: Umar al-Zaydani | Mütesellim de Tiberíades 1730–1750s | Sucesor: Salibi al-Zahir |

| Predecesor: Sa'd al-Umar | Mütesellim de Deir Hanna 1761–1767 | Sucesor: Ali al-Zahir |

- Datos: Q1207512
- Multimedia: Zahir al-Umar / Q1207512